# 閉塞 (鉄道)
閉塞（へいそく、block system）とは、鉄道または軌道における衝突を防ぐための信号保安システムのことである。

## 概要
鉄輪で走行する鉄道車両は、ゴムタイヤの自動車より制動距離が遥かに長く、前方に別の車両を発見してからのブレーキでは衝突を防げない。そのため、線路を一定区間（閉塞区間）に区切り、1つの閉塞区間に複数の列車が同時に入れないようにする。
閉塞とはシステム工学における排他制御の一種、および安全工学におけるフールプルーフの一種であり、鉄道における信号保安の最も基本的な部分である。
閉塞の考え方が導入される以前は、列車の出発前に駅同士で連絡をした後、ダイヤグラムに基づく運転時刻表に従って列車を運行させていたが、遅延が発生し所定通り運行できない時や確認に錯誤などがあった際に衝突・追突事故が頻発したため、それを防ぐための方法として閉塞が考案された。

## 日本の法令上の位置づけ
日本においては鉄道に関する技術上の基準を定める省令（平成13年国土交通省令第151号）に定める「列車間の安全確保」のうちの一つの方法である。「塞」が当用漢字・常用漢字に入っていなかった字であるため、法令上は閉そくとなっているが、本項目では法令の引用を除いて「閉塞」と記述する。
鉄道に関する技術上の基準を定める省令第101条では、列車間の安全確保として
- 閉そくによる方法
- 列車間の間隔を確保する装置による方法
- 動力車を操縦する係員の注意力による方法

のいずれかの方法で運転しなければならないと定めている。このうち、閉そくによる方法を鉄道に関する技術上の基準を定める省令の解釈基準で具体的に例示したのが「閉塞方式」である。

### 軌道における特則
軌道法による軌道は、軌道運転規則（昭和29年運輸省令第22号）第3条により、新設軌道のみを運行する軌道については、鉄道に関する技術上の基準を定める省令が準用されるが、路面に敷設する併用軌道区間や、併用軌道と新設軌道混在の路線と、道路以外の併用軌道である場合については、軌道運転規則により、最高速度や連結車両の長さなどの諸条件のもと、先行電車に追従して運転することが認められている。また、その場合の速度なども規定されている。単線区間については保安方式として通票式を施行し、事故のためこれを行うことができないときは指導法を施行しなければならない。ただし、次の場合については軌道運転規則第66条で保安方式の施行(閉塞)が不要とされている。
1. 全線を通じて2か所以上の車両を運転しない軌道又は線区
2. 全線を通じて最高速度毎時25km以下で平均速度毎時16km以下の運転をする軌道又は線区

## 閉塞のための装置

### タブレット・通票・スタフ
非自動閉塞方式で用いられる、通行票の役割をするもの。1閉塞区間に1つ（1種）を定めてこれを持たない列車を閉塞区間内に入れないなどとすることで閉塞を実現する。

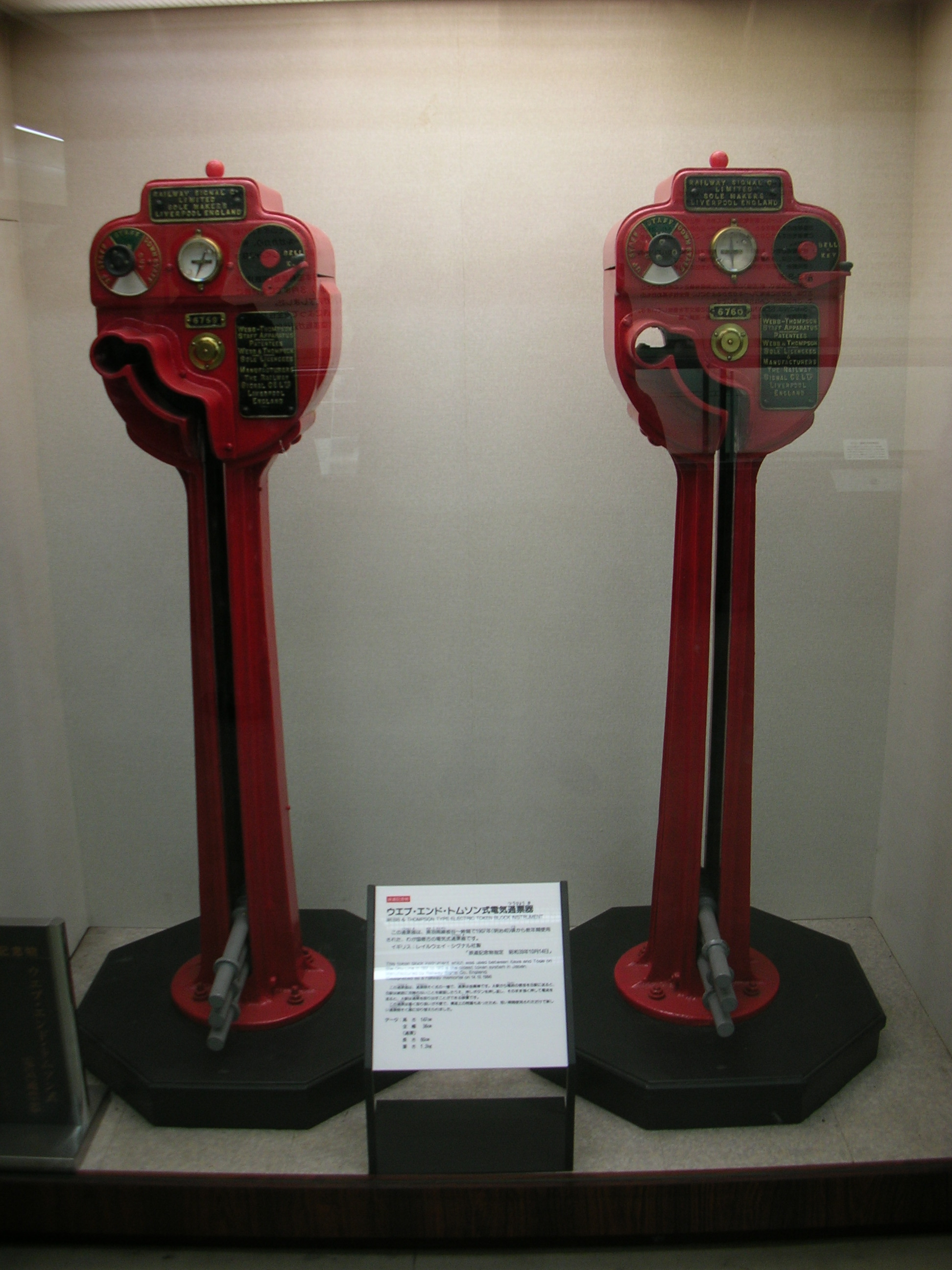
ウェブ・アンド・トムソン式電気通票器（交通博物館所蔵・鉄道記念物）

日本の国鉄では単に「通票」と呼んでいた時代があったが、国鉄分割民営化による鉄道事業法施行以後はその省令により次のように定義されている。
- タブレット（タブレット閉塞式の場合）
- 通票（票券閉塞式の場合）
- スタフ（スタフ閉塞式の場合）

これらの材質や形状は法令で統一されておらず、製造メーカーや事業者により異なっている。受け渡しは利便と紛失や破損防止のため、皮革製の頑丈な「カバンキャリア」や、市販のナイロンバッグ（銚子電気鉄道）などに収めて行われる事業者が多いが、剥き出しのまま使用（名鉄モンキーパークモノレール線）される場合があるなど多様である。

#### タブレット

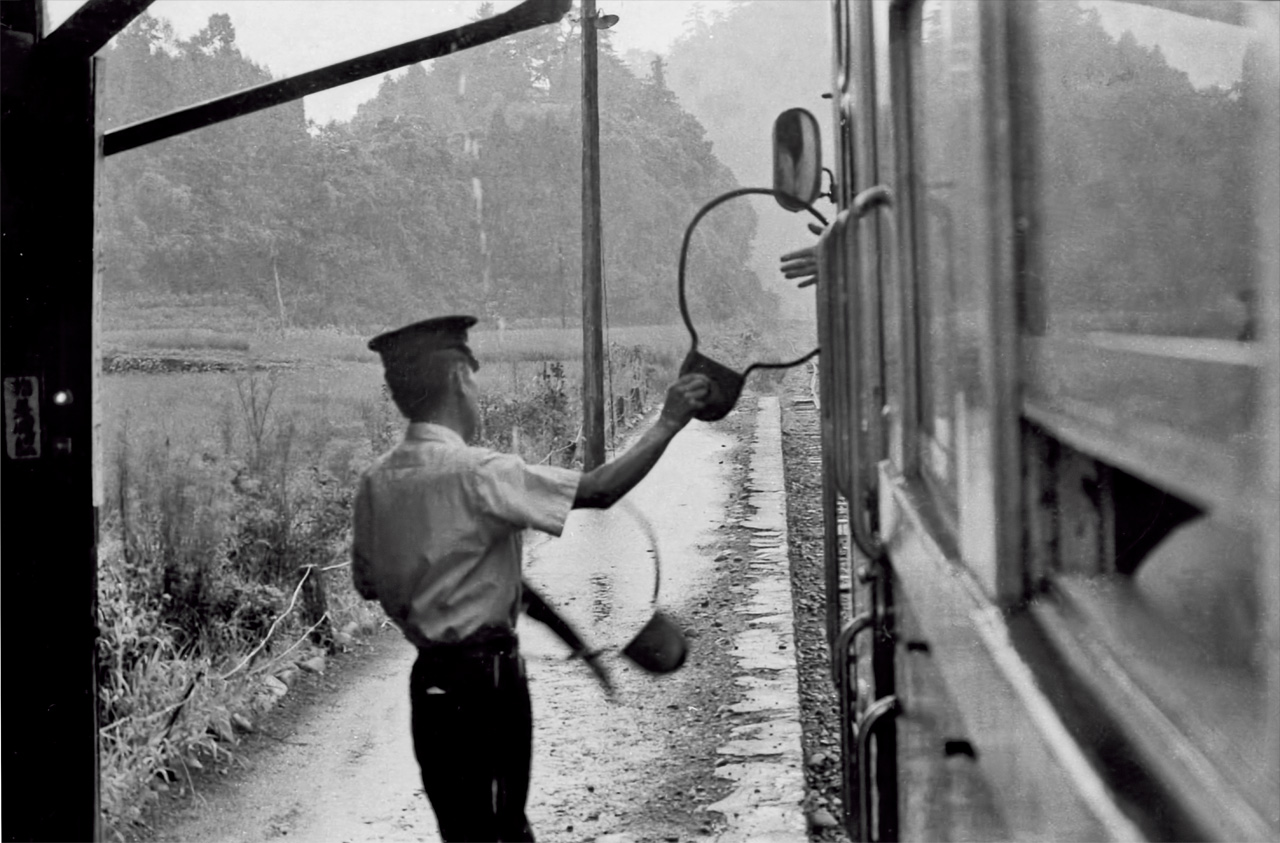
大分交通耶馬渓線でのタブレット交換（1970年8月）
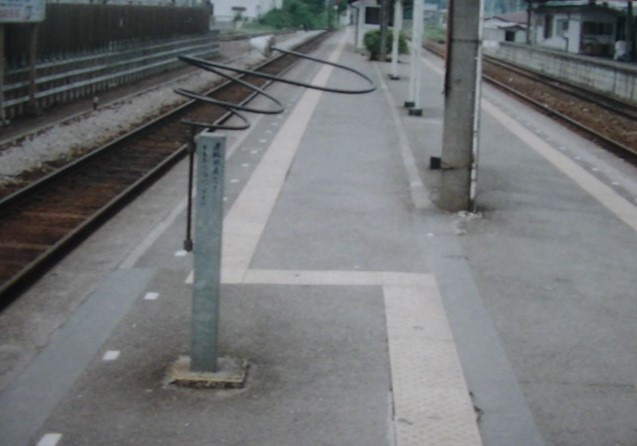
越生駅のJR八高線ホーム上にあった通票受器（1995年）

日本の多数で使用されたタイヤー式単線用閉塞器では、「タブレット」や「たま」と呼ばれる金属の円盤を用いる。タブレットの中央に空けられた穴の形状で区間を区別する。
通票受器やタブレットキャッチャーでの扱いが便利なよう大きな金属製のリングを取り付けていることが多い。金属製リングをも含めて「タブレット」と呼ばれる事もあるが、本来は金属部分のみが「タブレット」である。
穴の形状は丸（まる）：第一種、四角（よんかく）：第二種、三角（さんかく）：第三種、楕円（だえん）：第四種の四種類が基本であるが、国鉄北海道総局管内や一部の私鉄ではカマボコ形や六角形など、変わった形のものも見られた。また、大同信号が開発した大同D型閉塞器ではわん形（椀形）と呼ばれる円筒形であった。材質は砲金製がほとんどであるが、一部ではジュラルミン製も見られ、大同D型閉塞器ではアルミニウムであった。
日本では、JRの旅客営業路線では、2012年9月22日の只見線を最後に使用路線はなくなり、後述の通り第三セクターではごく一部で使われているのみである。

#### 通票
直径はタブレットとほとんど変わらないが厚みはずっと薄く、表面に通券函解錠用の突起がある（例外として、中央の穴をスライダーの中央の突起に合わせるタイプの通票など、欠きや突起のないものもある）。材質はタブレットが砲金製やジュラルミン製であるのに対して通票ではスチール製やステンレス製が一般的である。
日本の国鉄では通票の穴の形状、及び欠きの形状はタブレットと同様で、一種が丸、二種が四角、三種が三角、四種が楕円であるが、三種三角のみ倒立しているように見える。これはタブレット閉塞式のタブレットは欠きのある側が手前にくるように、票券閉塞式の通票は欠きのある側が奥になるようにスライダー（タブレットを閉塞器本体や通券函に収納するための枠）の突起が設けられているためである。また、旧国鉄では非自動区間の多かった北海道の一部路線で五種と六種と呼ばれる特殊な形状の通票が用いられたこともある（例：湧網線の網走駅 - 常呂駅間の併合閉塞時に用いられた第六種など）。ちなみに、穴の形状は五種が花形（端が丸い十字形）で六種が一般的な十字形、欠けは五種が凹形、六種が∧が2つ並んだ形だった。
古くは棒状のスタフタイプの通票が用いられた。現在旅客線上で扱われているのは、津軽鉄道の金木駅 - 津軽中里駅間と名鉄築港線の大江駅 - 東名古屋港駅間（いずれの区間でもスタフ閉塞式のスタフとして使用）のみである。このタイプの通票では、棒の一端に種別を表す丸や三角の形状をした鉄板等が付けられ、反対側や中央に通券函の鍵が付けられている。

#### スタフ

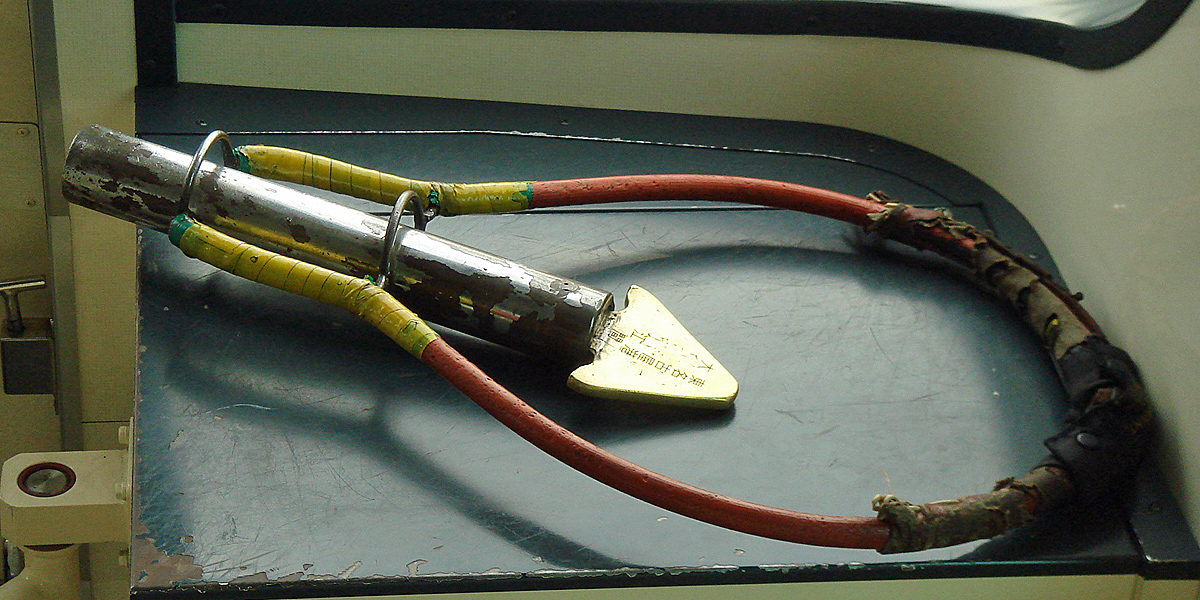
名鉄築港線で使用されていたスタフ（現在のものとは異なる）

スタフは、最初は棒状の金具が用いられたが、現在ではタブレットで代用されることが多い。現在旅客線上で棒状のスタフが扱われているのは、上述の通り名鉄築港線・津軽鉄道の2路線のみである。

### 軌道回路
自動閉塞方式ならびに非自動閉塞方式の連査閉塞式・連動閉塞式では、線路に電流を流して車両が線路上にあることを検知する（線路上に車両があればそこが短絡されて電流が流れる）。これを、車両が線路と電気回路を構成することから「軌道回路」と呼ぶ。
| 軌道回路の設置 ＼ 自動・非自動 | 自動閉塞方式               | 非自動閉塞方式 |
| ------------------------------ | -------------------------- | -------------- |
| 駅間に連続した軌道回路を持つ   | 自動閉塞式・車内信号閉塞式 | 連動閉塞式     |
| 停車場構内のみに軌道回路を持つ | 特殊自動閉塞式             | 連査閉塞式     |

## 固定閉塞
閉塞区間が固定されている閉塞方式で時刻表方式、時刻表・列車順序方式、通票方式では、閉塞区間は駅に始まり駅に終わる。信号機によるシステムでは、閉塞区間は信号機間に設定される。
閉塞区間の長さは、必要とする列車の運行頻度に応じて設計される。交通量の少ない路線では、閉塞区間長は数キロメートルにもおよび、交通量の多い通勤路線などでは閉塞区間長は数百メートル程度になる。
列車は、信号機が進行を現示するまで閉塞区間に入ることを許されない。あるいは、通票式の場合は、通票を受け取るまでは進入できない。ほとんどの場合、直近の閉塞が開通しているだけではなく、その先、最低限のブレーキ距離までの範囲で閉塞が開通していなければ、その閉塞に進入することが許されない。信号機の間隔を近接して設置する自動信号式の場合は、信号機の現示が1つ先の信号機の現示を参照するようになっていて、効率的に列車間に挟む閉塞区間の数を制御できるようになっている。
閉塞区間の長さ（信号機の設置間隔）を計算するためには、下記のようなことを考慮に入れる必要がある。
- 路線の最高許容速度
- 勾配（ブレーキ距離の変化を補償するため）
- その路線で運行している車両のブレーキ特性
- 視界（運転士からどの程度の距離まで信号機を見ることができるか）
- 運転士の反応時間（空走距離）

## 移動閉塞

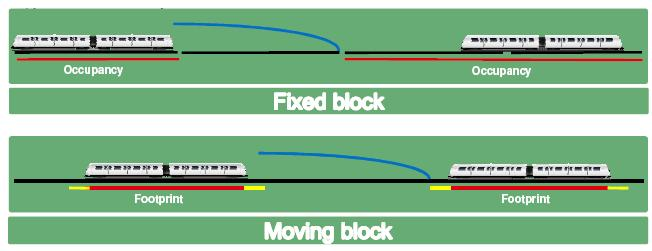
固定閉塞(上図)と移動閉塞(下図)での列車同士の安全距離の違い
黒色の線が閉塞区間
赤色の線が列車が在線する閉塞区間
黄色の線は余裕分の区間
移動閉塞は固定閉塞とは違い線路に閉塞区間を設置しない

固定閉塞式を用いることの欠点として、高速な列車はブレーキ距離が長くなるため、より長い閉塞区間を占有して、線路容量を下げることがある。
システムとしては、コンピュータが各列車に対して他の列車の進入を許さない範囲を計算することで、各列車の現在の正確な位置、速度、進行方向を把握できることを前提に設計されており、線路や車上に備えられた様々なセンサー、タコメータ、速度計などによって検知または計測されている（GPSは地下線やトンネルの中では測定不能になるので使えない）。移動閉塞では、閉塞信号機とそれに伴い設置される閉塞区間が不要となり、速度指示が列車に直接伝達される。これにより、安全上必要とされる最低限の間隔を保ちながら、できる限り列車を接近させて走行させることができるようになり、線路容量の増大に貢献する。
信号システムの観点から、上の固定閉塞の図は、先行列車が在線している区間すべてを占有していることを示している。これは、区間内のどこに列車が存在しているかを正確に知ることができなかったからである。このため、固定閉塞方式では、続行列車は先行列車が在線していない閉塞区間の境界までしか進むことができない。
2番目の図に示すように移動閉塞では、列車の位置とその減速曲線を列車が常時計算しており、地上装置に対して無線で報告している。このため地上装置は防護区間を計算し、もっとも列車に近い障害（この図でいえば先行列車の末尾）に停止限界点 (LMA: Limit of Movement Authority) を設定することができる。
列車の在線位置には不確定性があり、列車の長さに対して安全上の余裕を含める必要がある（図の中で黄色で示されている）。これを総称してフットプリント（足跡）と呼んでいる。この安全上の余裕は、列車が移動距離を計算する方法の精度に依存している。
移動閉塞に基づくCBTCを使えば、続行する列車の安全距離を短縮することができる。この距離は列車が常時報告する位置・速度に従って、安全上の要求を満たしながら変化する。これにより列車の運転間隔を短縮でき、線路容量を増加させることができる。
移動閉塞は、ロンドンのドックランズ・ライト・レイルウェイ（Docklands Light Railway）や、ニューヨークのカナーシーL線（Canarsie "L" Line）などで用いられており、ジュビリー線でも使用する計画がある。イギリスのウェスト・コースト本線（West Coast Main Line）の近代化でも移動閉塞を採用して、最高速度を140マイル毎時まで引き上げることが計画されたが、十分成熟した技術ではないと考えられたことと、他の線との接続点が多いことなどから、計画は断念された。移動閉塞はERTMSのETCS level 3でも仕様に入っており、この仕様では列車はブレーキ距離だけの間隔で先行列車に続行して走ることができるようになっている。
日本ではJR東日本で無線式の移動閉塞制御を実用化させ、無線による列車制御システム「ATACS」を2011年春から仙石線あおば通駅-東塩釜駅間に導入した。

## 常用閉塞方式
常用閉塞方式とは、平常時使用する閉塞方式のことであり、代用閉塞方式に対する語である。

### 非自動閉塞方式
非自動閉塞方式とは、人手を介する閉塞方式である。
列車数があまり多くない時期にはよく用いられていたが、1980年代以降、列車本数の比較的多い路線は自動閉塞式への変更が進められ、また非自動閉塞方式のまま残っていた路線は廃止されたり、1990年代まで残った路線のほとんどは特殊自動閉塞式に移行されたため、運行本数が少ない路線で使用されるのみとなっている。

#### スタフ閉塞式

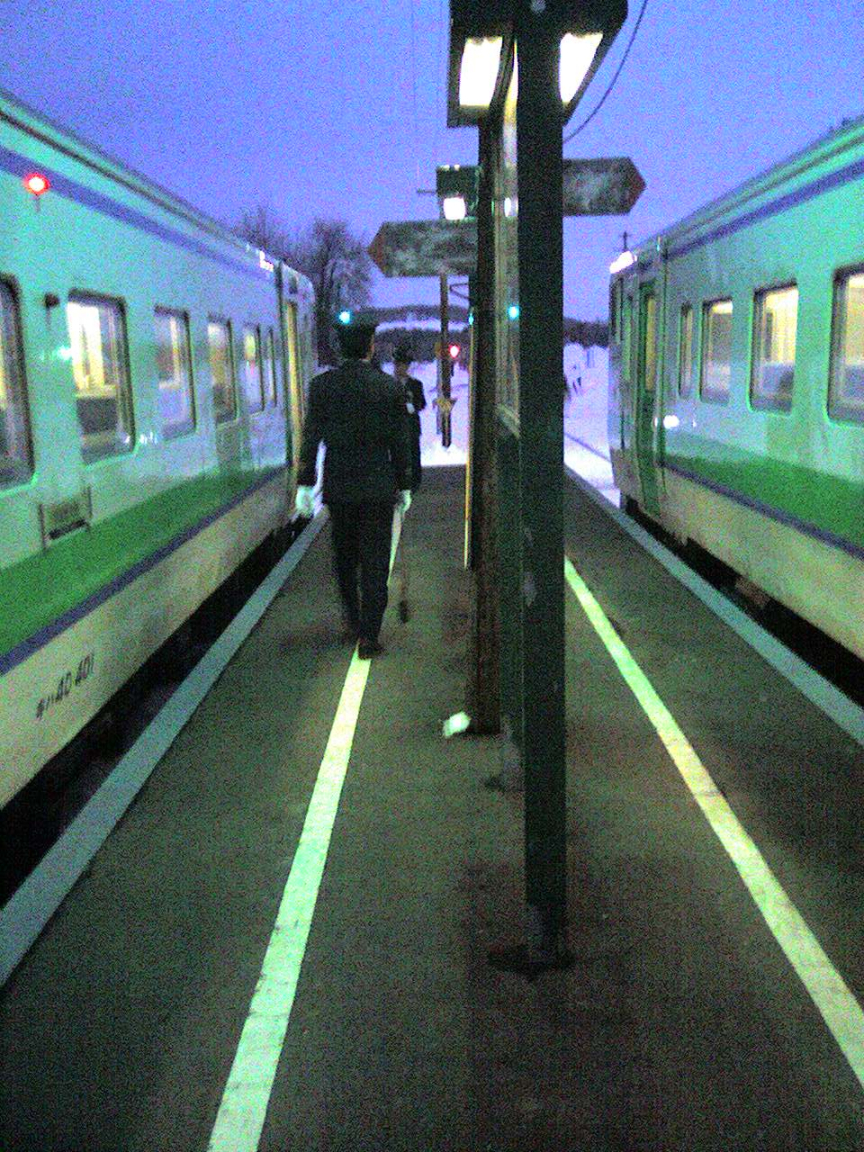
札沼線・石狩月形駅におけるスタフの交換（2020年に当駅は廃止）。

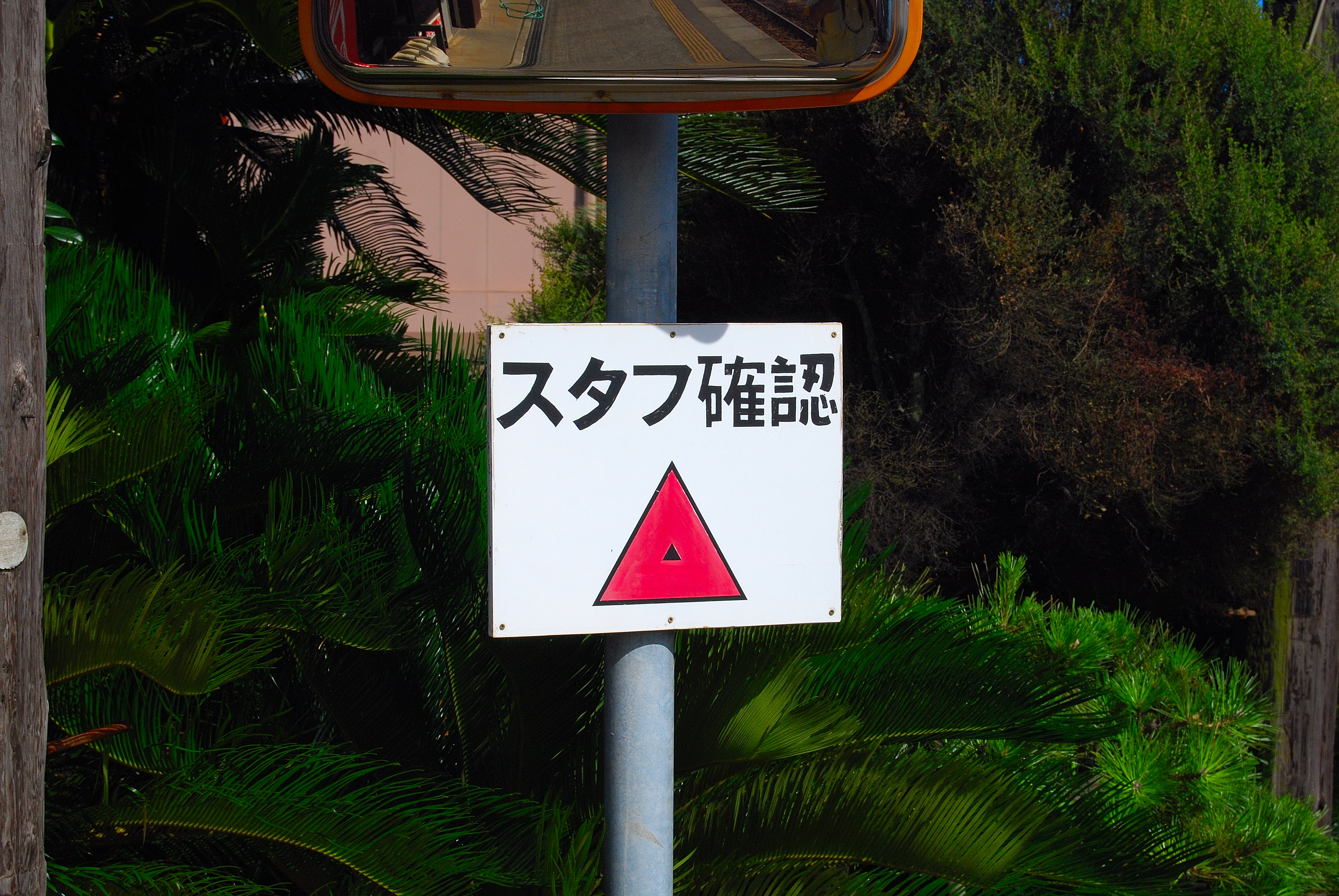
銚子電気鉄道、笠上黒生駅下りホームにあるスタフの表示板。笠上黒生駅 - 外川駅間のスタフの形が三角形であることを示す。

スタフ閉塞式とは、1つの閉塞区間（通常は駅間）で1つのみの通票（スタフ）を使用し、その通票を持っていない列車は出発しないと定めることにより閉塞を実現する方式である。国鉄時代には通票式と呼ばれていた。
スタフ閉塞式は、使用する設備がスタフだけであり、簡単に運用ができる。しかし、列車を発車させると、スタフが戻ってくるまで次の列車を発車させることができず、ダイヤの編成に制限ができるという問題がある。このため、主に交換駅のない単線行き止まりの路線に用いられている。かつては代用閉塞の一種とされていたため、ローカル線では特認で常用されていた。1965年に正式に常用閉塞の一つとされた。スタフ扱いを行う駅は基本的に閉塞区間の起点の1駅のみである。2024年4月現在、JRの旅客線で運用されているのは、JR東海の名松線（家城駅 - 伊勢奥津駅）とJR西日本の越美北線（越前大野駅 - 九頭竜湖駅）のみである。地方鉄道では、大井川鐵道大井川本線（金谷駅 - 新金谷駅）、銚子電気鉄道線（笠上黒生駅 - 外川駅）、小湊鉄道線（里見駅 - 上総中野駅）、
由利高原鉄道鳥海山ろく線（羽後本荘駅 - 前郷駅）、長良川鉄道越美南線（美濃白鳥駅 - 北濃駅）、信楽高原鐵道信楽線、くま川鉄道湯前線（あさぎり駅 - 湯前駅）で使用されており、由利高原鉄道とくま川鉄道では、交換駅を境に閉塞方式が違うため、上下列車の交換の際には、終点駅から来た上り列車と起点駅から来た下り列車との間でタブレットとスタフの交換を行なっている。
路面電車では、無人の上下列車の交換駅にて運転取扱要員を置かず、運転士同士で直接スタフ（タブレット）の交換を行っていたことがある。
2024年5月11・12日に実施された東京メトロ東西線の南砂町駅改良工事の際には、葛西駅 - 西葛西駅間でA線のみを使用した折り返し運転が行われたが、その際の閉塞方式としてスタフ（円盤に「T」の形でくり抜かれたもの）が用いられた。

##### 併用軌道区間でのスタフ閉塞
単線の併用軌道（いわゆる、普通に道路上を走る路面電車）区間でスタフ閉塞を採用する場合、普通のスタフ閉塞ではスタフのある駅側から一個車両のみしか発車させることができないが、併用軌道区間の場合に限り続行標（後続の車両があることを示す、車両に取り付ける標識）を取り付ければ（スタフのある駅側からなら）車両を発車させてよいことになっている。スタフは同一方向に連続して運行される最後の車両に携帯させる（軌道運転規則第69条ただし書き）。スタフのみで閉塞ができ駅間の通信も必要ないのは通常のスタフ閉塞と同じであるが、スタフのある駅側からならば同一方向に連続して列車を発車させることができる点では票券閉塞式にも似ている。なお、この方法は法的には「通票式」と称している（軌道運転規則第66条）。このようなことが認められているのは、併用軌道においては閉塞の概念が通常の鉄道とは全く異なっていることによる。法令により併用軌道区間では列車の最高速度が40km/hに制限されており、単線区間では正面衝突の危険はあっても追突は目視で十分避けられるとされているからである（同様の理由で、複線では閉塞設備自体不要である）。

#### 票券閉塞式

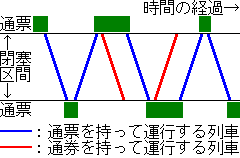
票券閉塞の概念図

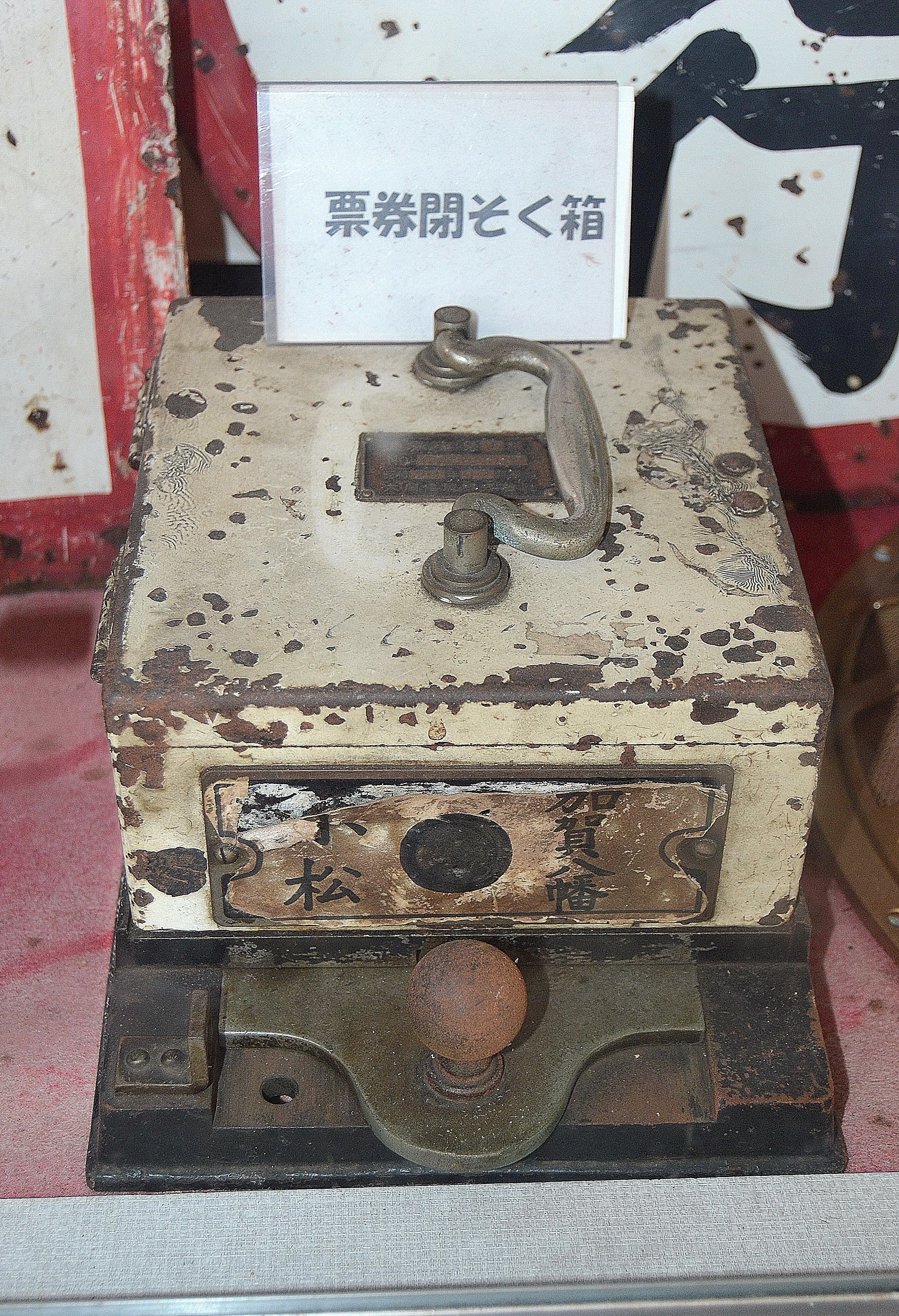
票券閉塞式が使用されていた北陸鉄道小松線の小松-加賀八幡間で使用されていた通券函（通券箱）
下部に通票を入れることで上部の蓋が開き通券を取り出すことができる

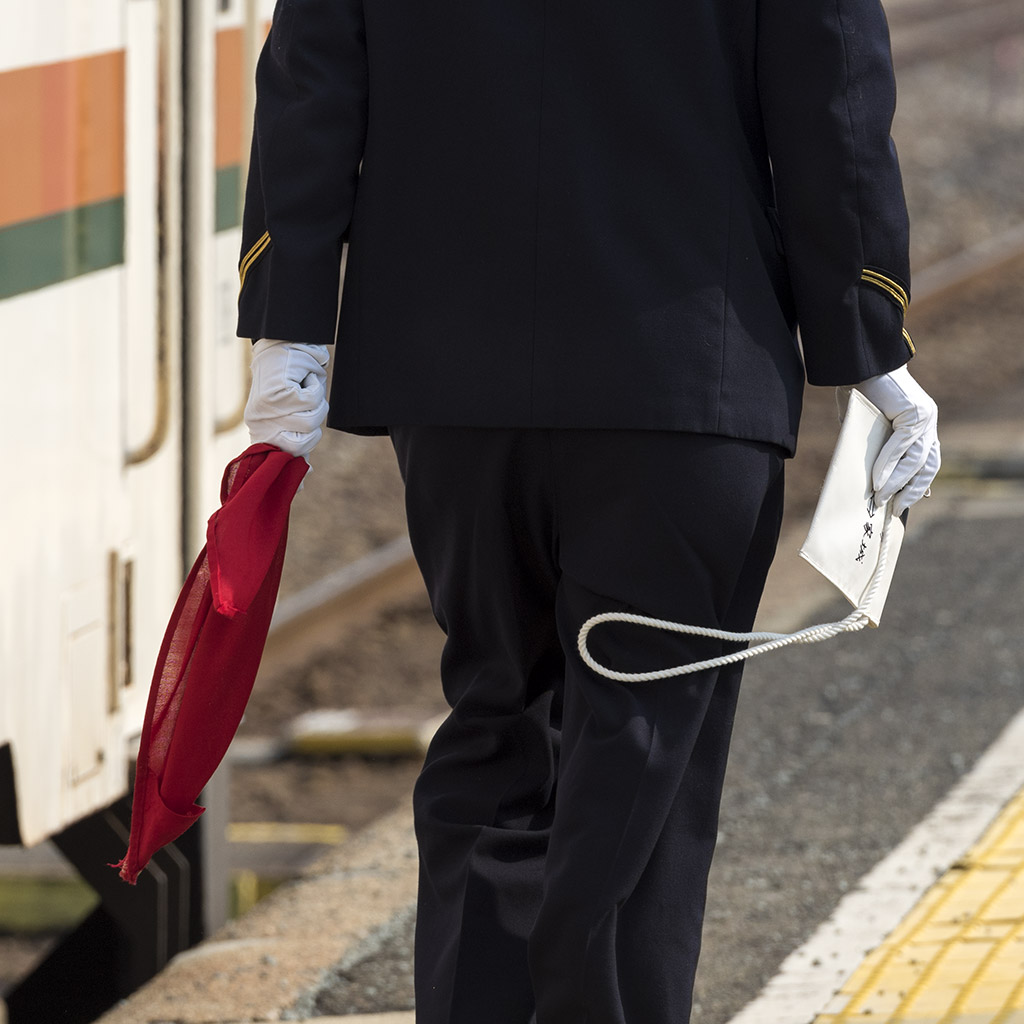
名松線で通券を運ぶための専用の袋。松阪←→家城と書かれている

票券閉塞式は、同一方向に連続して列車を発車できないというスタフ閉塞式の欠点を解決するために考案された方式である。
通票は1つの閉塞区間（通常は駅間）で1つのみであり、通票を持っている側の駅（出発駅）で、先発の列車に通票の代わりの通券（列車運転許可証）を渡し、後発の列車に通票を持たせることで、続行運転（同一方向に連続して列車を発車させること）することができる。続行運転を行わない場合は通券は必要なく、通票を列車に持たせることでスタフ閉塞式と同じ扱い方になる。
通券は通券函（通券箱）に納められており、通票が通券函を開くための鍵となっている。閉塞を行う場合は出発駅の運転取扱者（通常は駅長）と到着駅の取扱者とが専用の電話にて打ち合わせる。閉塞が承認されたら両駅でそれぞれの閉塞用電話機に「○○・××間列車閉塞区間にあり」と白地に赤字で記された閉塞票を掲示する。続行列車がない場合は当該区間の通票をキャリアに収納して運転士に渡す。到着駅では運転士から通票を受け取り、キャリアから取り出して確認した後、出発駅と閉塞解除の打ち合わせをする。閉塞が解除されたらばそれぞれの駅では閉塞票を裏返して「○○・××間列車閉塞区間になし」と白地に黒字で記された面を上に向けて掲示する。続行列車のある場合は電話にて打ち合わせの後、通票で通券函を解錠して中から通券を一枚取り出し、閉塞区間の駅名と列車番号、発行年月日と通票の種類（タブレットの穴の形状）を記載して（旧国鉄及びJR、また多くの私鉄で使われた通券には該当区間の通票の形状が赤色で印刷されている。また、一部の私鉄と古い時代の国鉄では通票の形状ではなく、通券の地の色《原則的に一種：白、二種：赤、三種：青もしくは緑、四種：樺色》によって種別を区別していた）、当該区間の通票を提示しながら運転士に渡す。これは、この停車場が通券の発行が可能、つまり通券を携帯する列車の出発を行える停車場であることを確認するためである。運転士は、通票を確認した上で通券を受け取って列車を発車させる。駅に着くと運転士から通券を受け取った運転取扱者は直ちに通券に×印を付けて無効化する。着いた駅では、前の駅に電話をして、列車の到着を知らせる。これは、列車が次の駅に到着する前に後続の列車を発車させると、追突する危険性があるためである。
この閉塞方式では通券を用いることによって続行列車を設定することが出来るので、運転効率は飛躍的に向上する。しかし、常に通票のある停車場からしか列車を進出させることが出来ないので、急な運休や事故等で列車運行の順序を変えて、通票のない側から列車を進出させる必要が生じた場合、通票を陸送しなければならないなどの制約がある。2017年2月現在、旅客営業線上で目にすることができるのは銚子電鉄の仲ノ町駅 - 笠上黒生駅間、小湊鐵道の上総牛久駅 - 里見駅間、名鉄築港線、JR東海 名松線の松阪駅 - 家城駅間である。
また、タブレット閉塞式を使用している区間の併合閉塞にも使用されるが、日本では、2004年10月16日の八戸線の閉塞区間が統合されたのに伴って消滅し、この例はなくなった。

#### 票券指令閉塞式
票券指令閉塞式は、票券閉塞式の一種である。
代用閉塞方式である指導指令式と類似しており、CTCなどを使用している区間で、閉塞区間における列車または車両の有無を確認できる装置と列車無線装置等の通信設備が利用できる場合に、運転整理担当者（列車指令）が閉塞取扱者となり、票券の代用としてICカードを利用して閉塞を行う。
2020年8月時点で、北条鉄道北条線でのみ運用されている。法華口駅での列車交換設備工事に伴い導入されたもの。なお当該行違い設備整備事業は、2021年6月に全建賞を受賞し、列車交換設備の竣工により無人駅での法華口駅での列車交換を可能とした。
本方式では北条町駅内の指令員が全体の運行状況を統括するが、行き違いの際、閉塞区間において使用される票券の代用としてICカードを使用しており、運転士が法華口駅のICカードリーダーにタッチして、駅構内の出発信号機を出発現示（青信号）とすることで、閉塞区間での閉塞を行う。またICカードは各閉塞区間において違うものが各1枚により使用されるため、駅での列車交換の際には、到着した列車の運転士は、駅に設置された票券箱に納め、反対方向から到着した列車の運転士がこれを票券箱から出して使用するが、駅において運転士の間で手渡しをしたりすることも可能である。

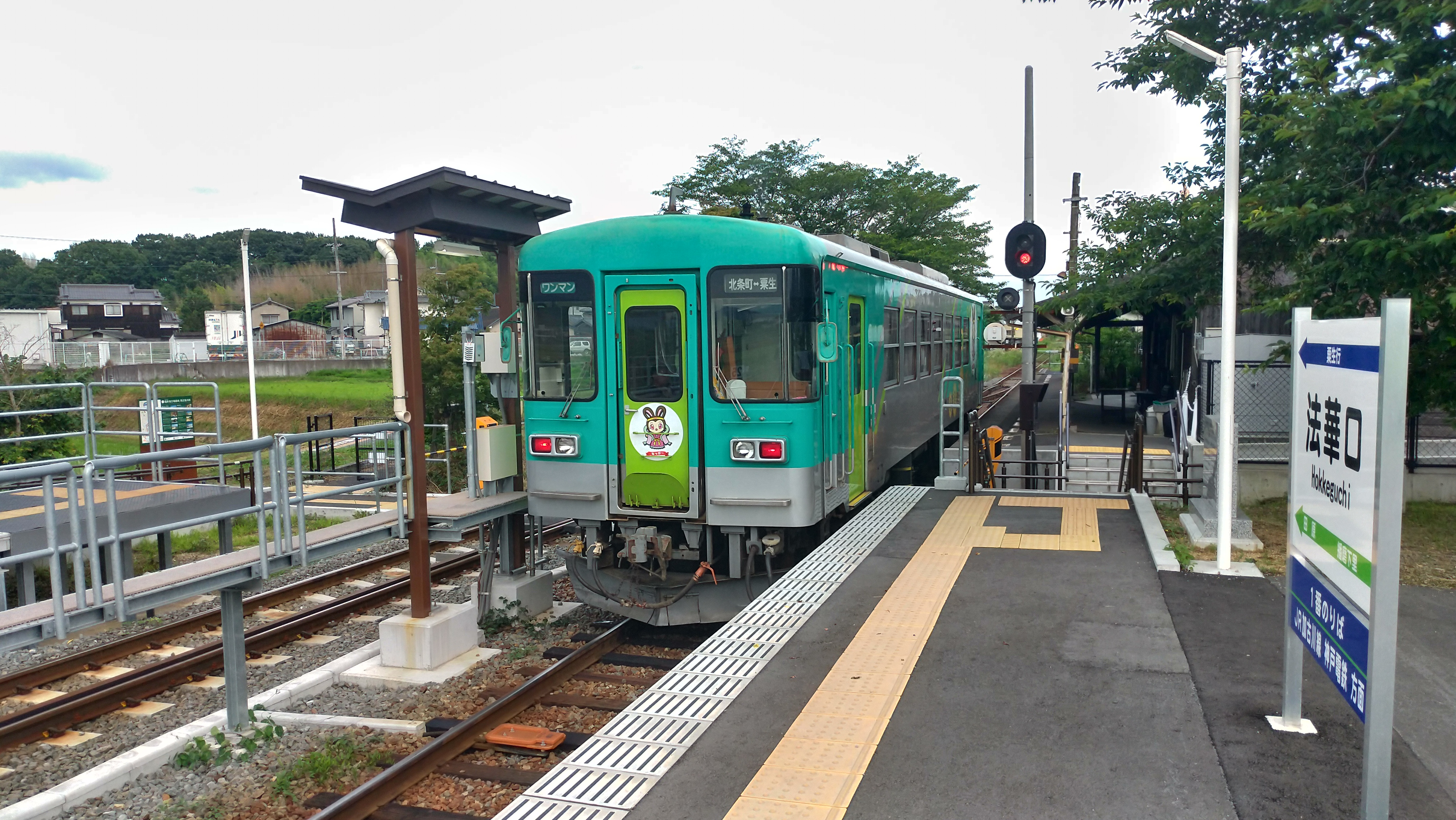
北条鉄道法華口駅の票券指令閉塞式関連設備。小さい屋根の下にICカードリーダー。
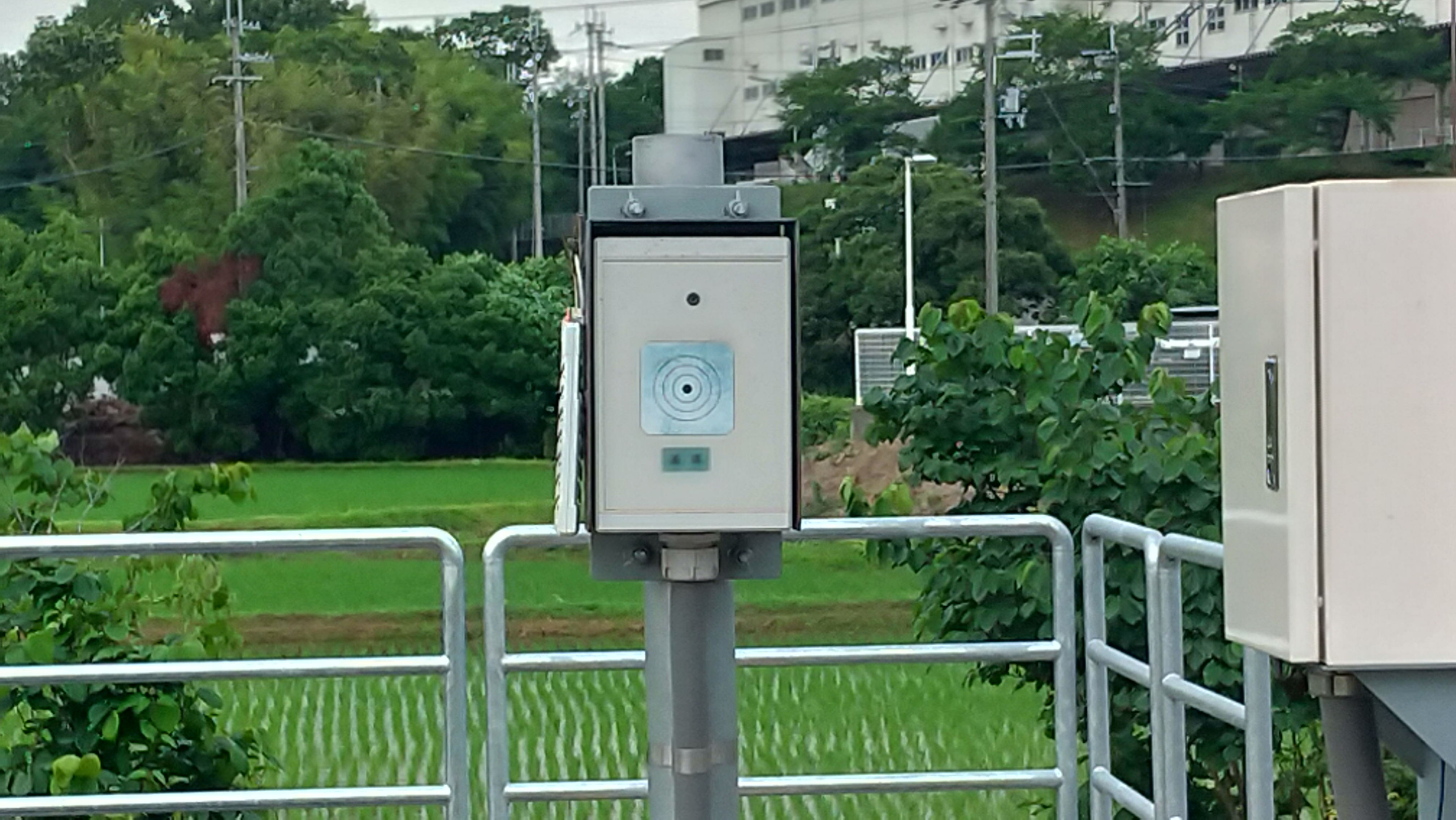
票券指令閉塞用ICカードリーダー

#### タブレット閉塞式
票券閉塞式に代わって使われ出したのがタブレット閉塞式である。国鉄では通票閉塞式と呼んでいた。
タブレット閉塞式は、両側の駅に複数の通票（タブレット）を納めたタブレット閉塞機を設置し、閉塞機から通票を取出して閉塞を行う方式である。まず、両駅で信号取扱者の駅員が電鍵と閉塞用の専用電話により閉塞の打ち合わせを行い、両駅のタブレット閉塞機を決められた手順で操作すると、タブレット閉塞機の検電器の針が、出発駅側は中立から全開、到着駅側が中立から半開に振れ、この状態でタブレット閉塞器の解錠ボタンを押すと出発駅側は下部引手が全開となりタブレットを取り出すことができるが、到着駅側は下部引手が半開となりタブレットを取り出すことができない状態となり閉塞が完了する。その後、出発駅側のタブレットを駅員がカバンキャリアの中に収めて、カバンキャリアを列車の運転士に持たせてから出発駅を出発する。その後、到着駅に列車が到着すると運転士がカバンキャリアを駅員に渡して、中のタブレットを取出し、再度両駅で電鍵と閉塞用の専用電話により閉塞解除の打ち合わせを行い、両駅のタブレット閉塞機を決められた手順により操作して、両駅のタブレット閉塞機の検電器の針が中立の位置に戻り閉塞が解除され、タブレットを到着駅側のタブレット閉塞機の上部引手に収め、両駅のタブレット閉塞機の下部引手を閉める。つまり、1つの駅間でタブレットは1つしか出ておらず、タブレットを閉塞機に収めるまでは到着駅側の閉塞機からタブレットを取出すことができないシステムになっている。よって、タブレットを持っていない列車は出発できないようにすることで閉塞が実現する。また、列車の出発駅を変更する時（列車の進行方向を変える）には再度両駅で打ち合わせをした後、両駅のタブレット閉塞機を決められた手順で操作すれば、その出発駅の閉塞機からタブレットを取出すことができるので、票券閉塞式の一番の問題点を解決することができる。
なお列車到着後、直ちに対向列車を進出させる場合にはタブレット（通票）の折り返し使用が認められていて、タブレットを閉塞器に戻すことなく対向列車の運転士に渡すことができる。この取り扱いを行う場合は両停車場の閉塞器にタブレット（通票）の折り返し使用中と記された標識を掲示する。また各駅間のタブレット閉塞機には他の駅間のタブレットを収めることができないようになっている。
受け渡しを行う駅を列車が通過する場合、運転士は通過の際に速度を落とし、運転士又は運転助士が現在持っているタブレットの入っているキャリアをホームの末端にある通票受器にタイミングを合わせて引っ掛けて走り抜け、ホーム先端にある通票授器からタブレットキャッチャーで自動回収するか、または手で拾い上げて通過する。受け取りに失敗すると、タブレットを持たずに次の閉塞区間に進入してしまうことになるため、当然ながらその際には列車を速やかに停車させてタブレットを拾いに出なければならない。
JRの旅客営業線でタブレット閉塞式を使用していた最後の路線は、只見線の会津坂下駅 - 会津川口駅間であったが、2012年9月22日をもって終了し、翌日から特殊自動閉そく式に切り替えられた。これを最後に、タブレット閉塞式を採用している路線はない。
第三セクター鉄道では、由利高原鉄道鳥海山ろく線（前郷 - 矢島間）、くま川鉄道湯前線（人吉温泉 - あさぎり間）で運用されている。由利高原鉄道の前郷-羽後本荘間はスタフ閉塞となるため、前郷駅では上下列車の交換の際にタブレットとスタフ交換が行なわれる。(旅客列車からも見ることができる。)

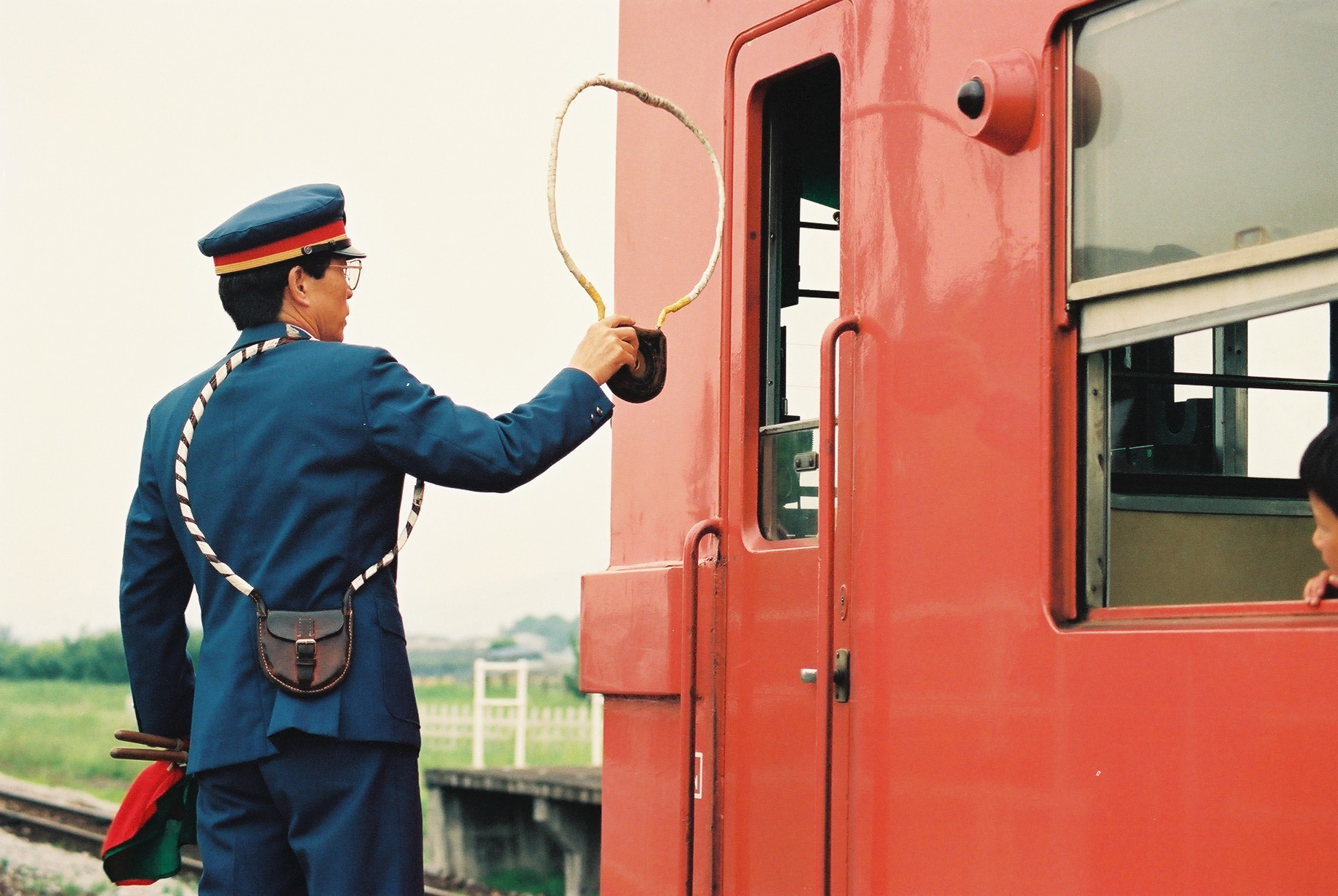
タブレットの入ったカバンキャリアを運転士に渡す駅員
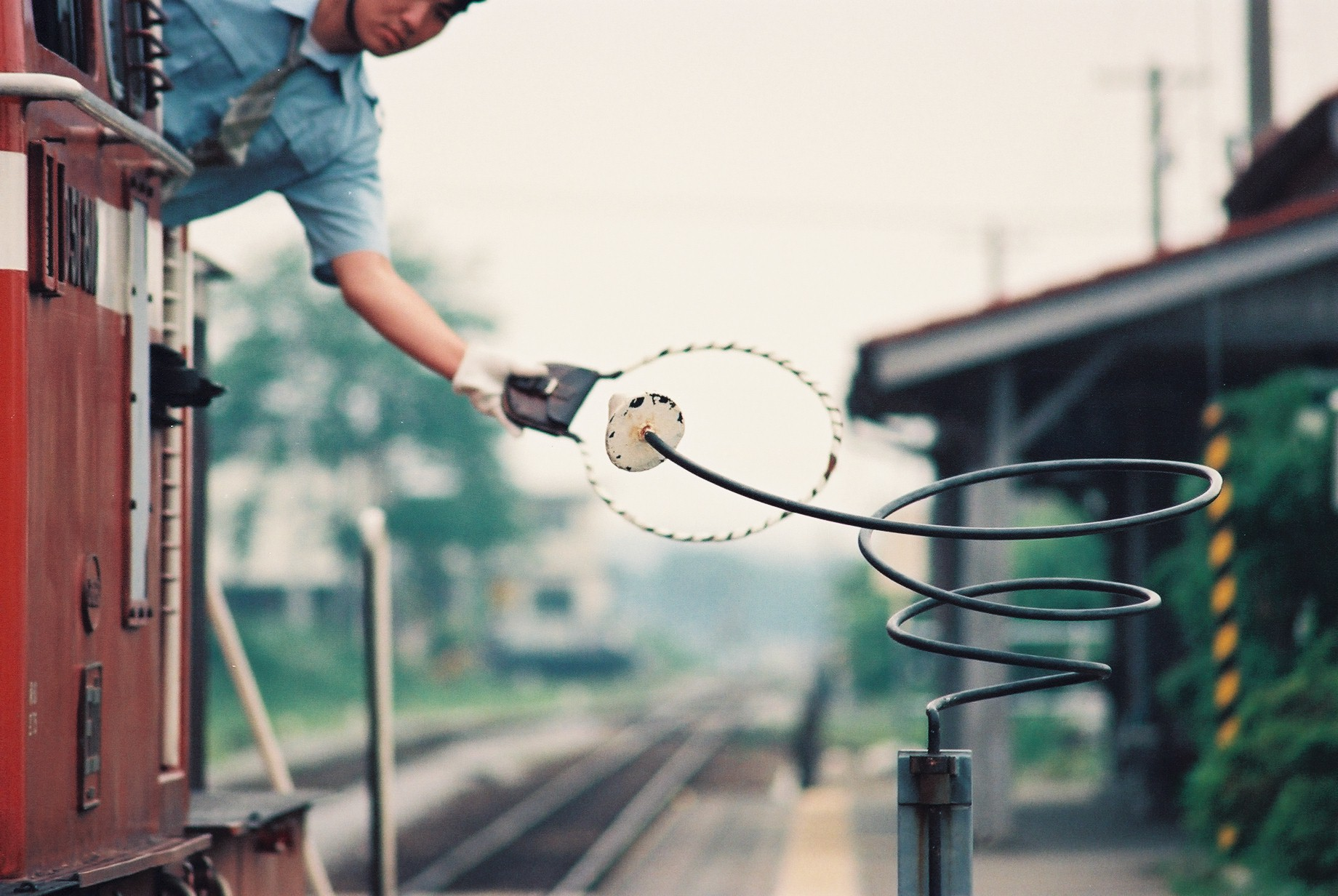
通票受器にタブレットの入ったカバンキャリアを引っ掛ける通過列車の運転士
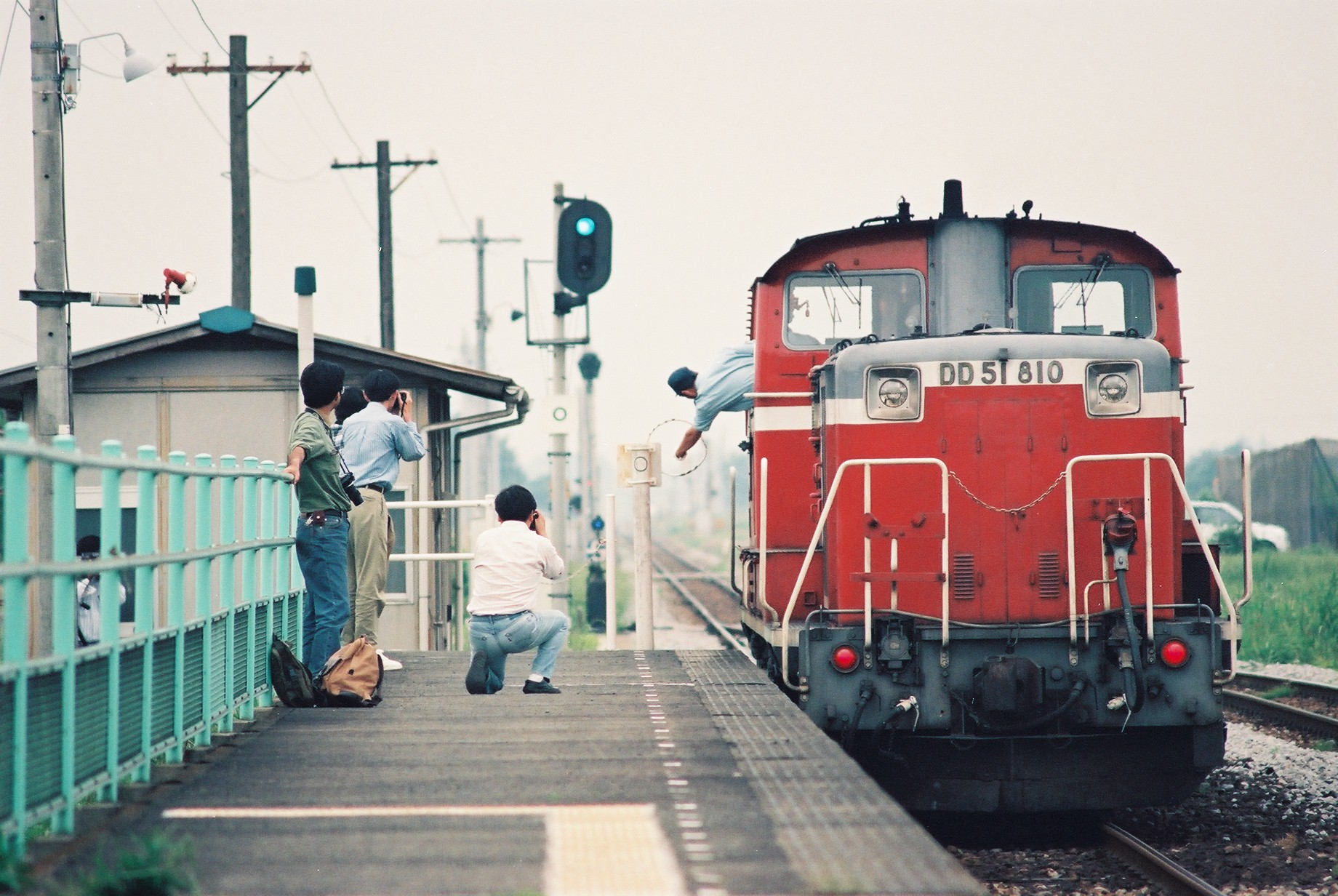
通票授器からタブレットの入ったカバンキャリアを受け取る通過列車の運転士
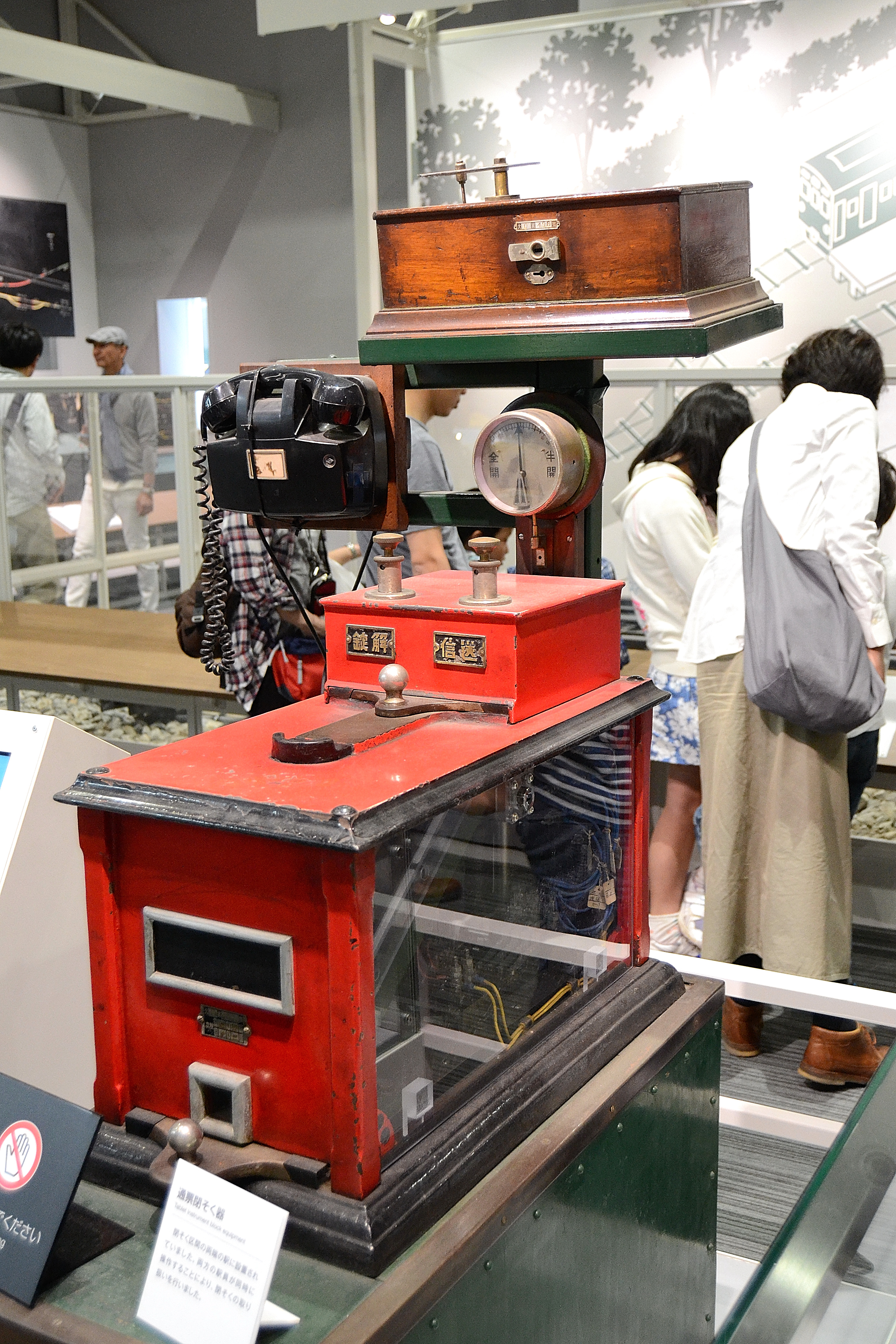
タブレット閉塞で使用されるタブレット（通票）閉塞機（京都鉄道博物館所蔵）
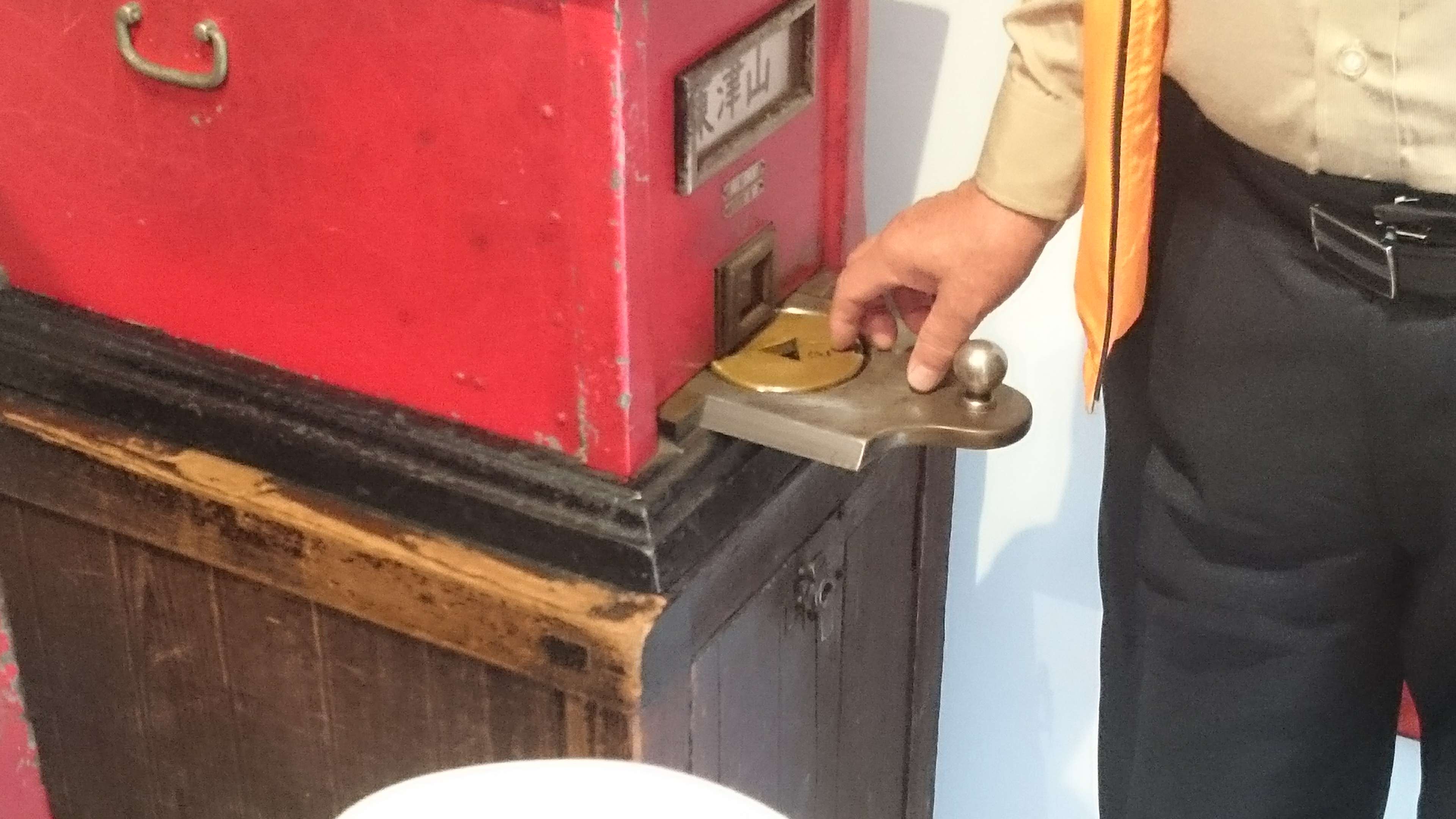
タブレット閉塞機からタブレットを引き出す様子（津山まなびの鉄道館所蔵）
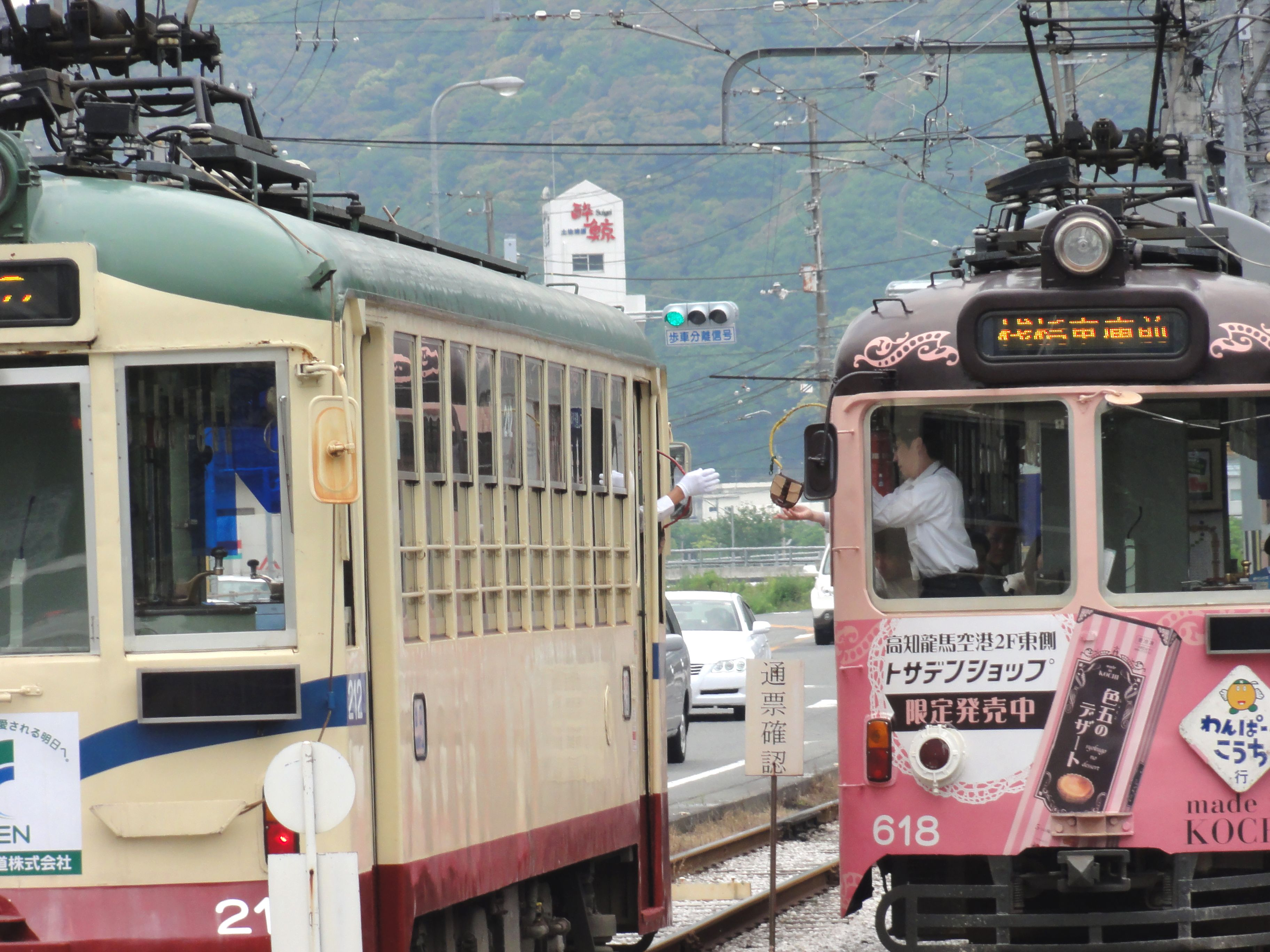
路面電車での使用例 信号所で離合する列車がタブレットの入ったカバンキャリアを交換する光景。 （土佐電気鉄道伊野線、八代信号所）
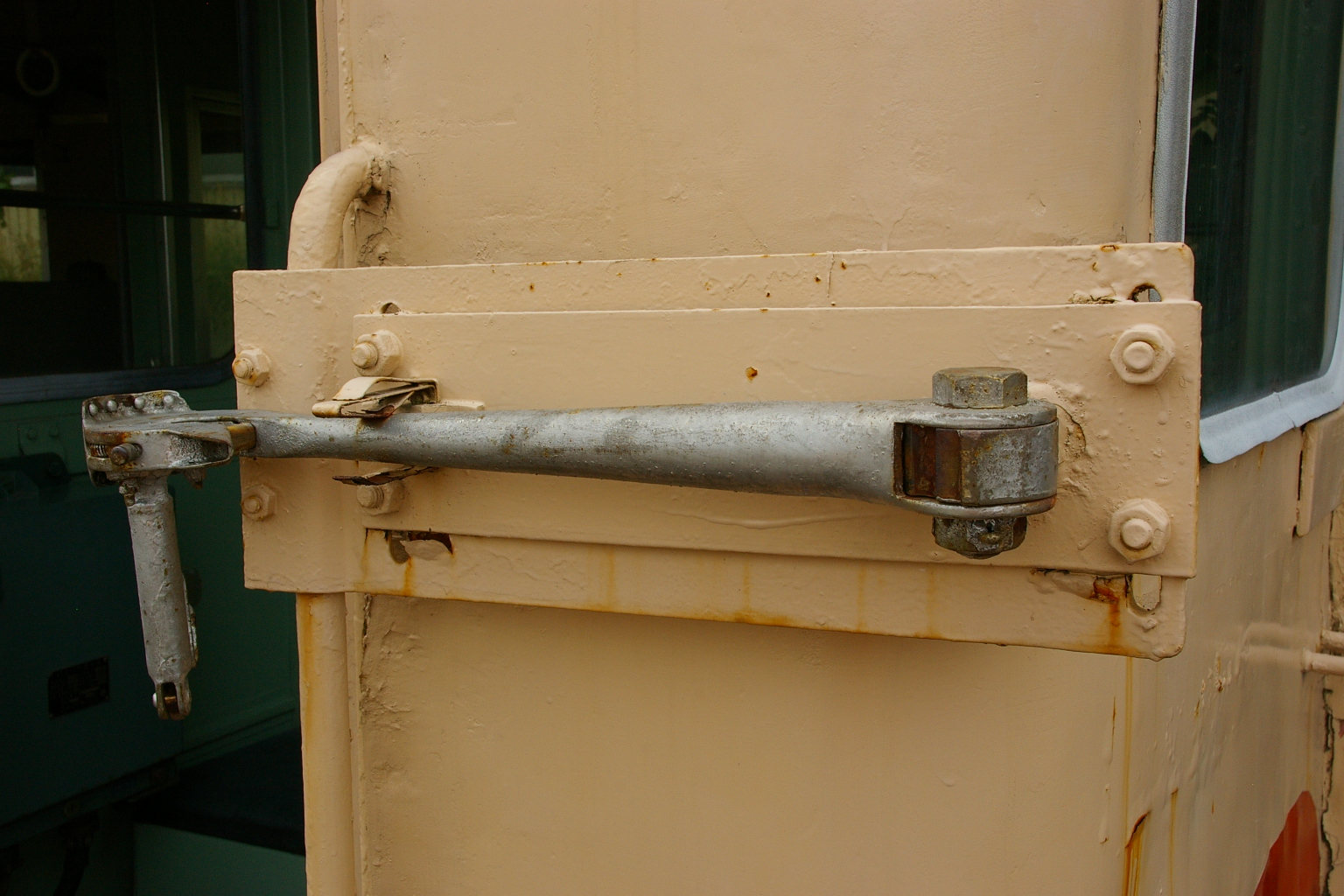
閉じた状態のタブレットキャッチャー（キハ22形気動車）
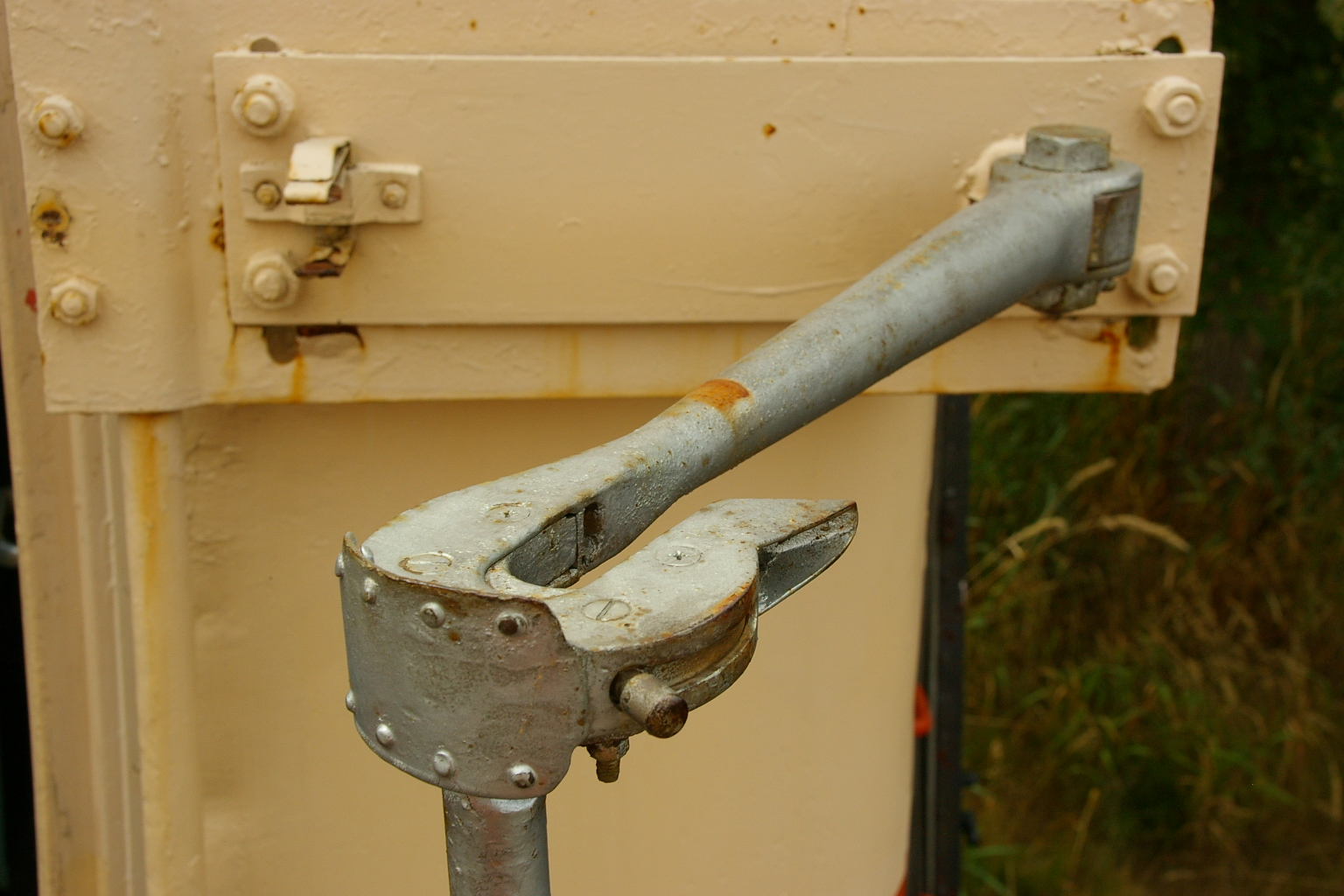
通過駅を展開状態で通過し、ケースに収納されたタブレットを自動回収した。
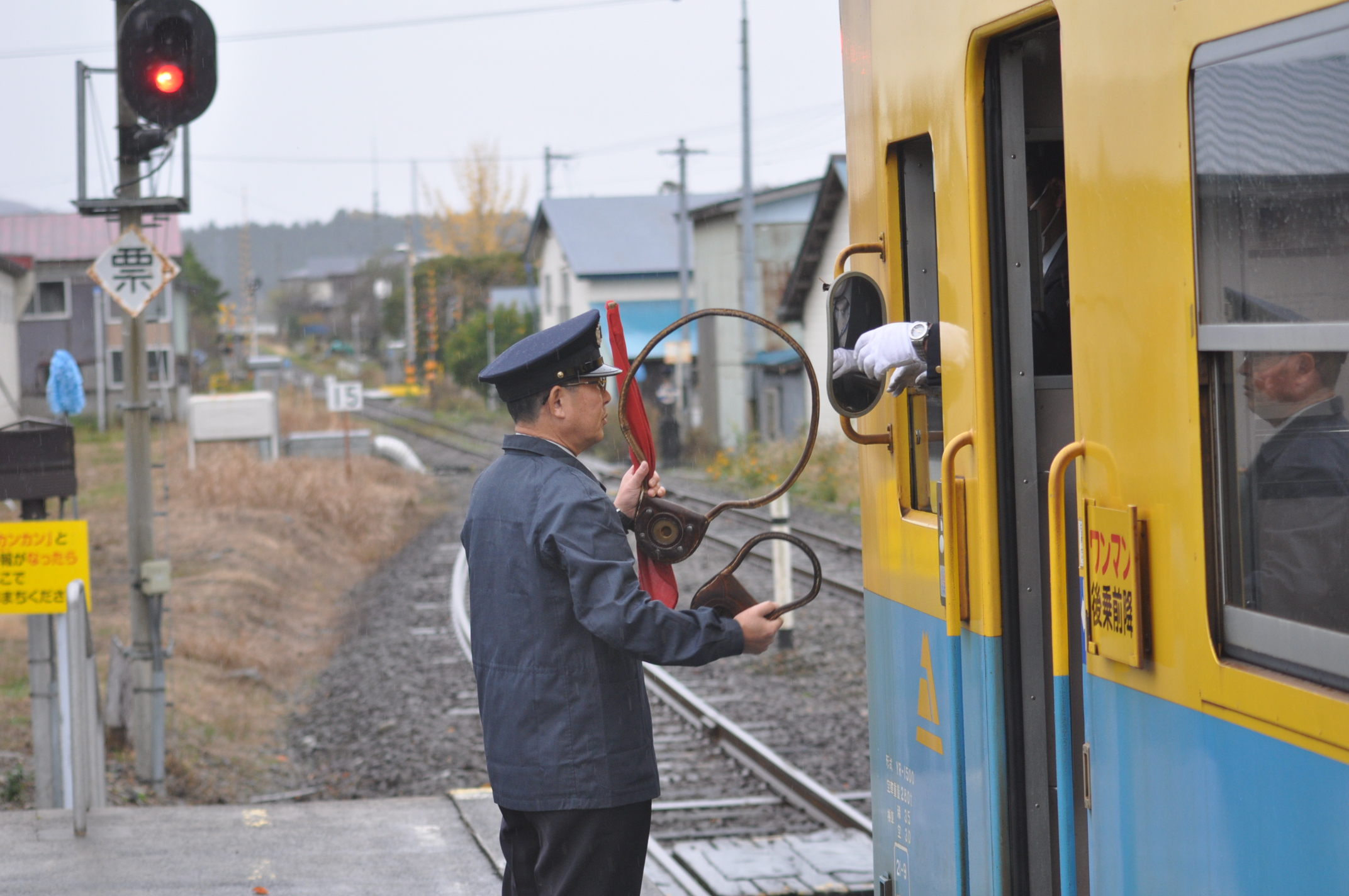
由利高原鉄道前郷駅で現在も行われているスタフとタブレット交換

#### 連査閉塞式
連査閉塞式は、タブレット閉塞式の欠点（各停車場に通票閉塞機と取り扱い要員の配置が必要なのと、保安上の問題。）を改善して通票（タブレット）を用いないで済むように開発された閉塞方式である。
閉塞区間の両端の駅に連査閉塞器を設置し、駅構内の両端にある場内信号機前後に50m程度の開電路式軌道回路 (OT) と閉電路式軌道回路 (CT) の2つの短小な軌道回路を設置しており、この2つの軌道回路を列車が踏むことによって閉塞区間内の列車の有無を検知・記憶して閉塞を確保する、チェックイン-チェックアウト方式の閉塞方法である。
列車を発車させる際は、両駅で信号取扱者の駅員が閉塞用の専用電話で閉塞の打ち合わせをして、閉塞区間内に列車がいないことを確認した後、両駅に設置された連査閉塞器の一対の方向てこを、反位に操作して閉塞を開始すると、運転の方向（列車が運転する方向）が駅表示盤に表示され、出発側の駅では、一方側の出発信号機が進行（緑）を現示して、到着側の駅では、片一方側の出発信号機が停止（赤）を現示する。その後、出発した列車が出発側の駅の出口側にある閉電路式軌道回路を通ると、列車が閉塞区間内に入ったことを検知して、出発側の駅では、出発信号機が停止（赤）を現示して、閉塞区間内に列車がいることを両駅の駅表示盤に表示される。列車が到着側の駅に接近すると、その駅表示盤にあるブザーが鳴り、到着側の駅の入口側にある開電路式軌道回路を通ると、列車が閉塞区間内から出たことを検知して、閉塞区間内に列車がいないことを両駅の駅表示盤に表示されるので、列車が到着駅に到着した際には、再度両駅で閉塞用の専用電話で閉塞解除の打ち合わせをして、両駅の連査閉塞器の方向てこを、定位に操作して閉塞を解除する。両駅の連査閉塞器の方向てこが反位の状態で閉塞区間内に列車がいる時には、運転の方向が鎖錠（ロック）されて、方向てこが取扱いできない状態となり、そのため、両駅での出発信号機の操作もできず、停止を現示したままの状態となるので、その結果、閉塞が確保される。よって信号機を守っていれば、通票という物証を用いなくても閉塞が実現されることになる。
通票を扱う機会の多い線区や、豪雪地帯など通票扱いに支障のある線区に多く導入されたが、タブレット閉塞式と同じく両駅で信号取扱者が必要なこと、両駅で同一方向に、続けて列車を出発させる場合には、再度両駅で打ち合わせをする必要があること、1962年に羽越本線で発生した事故（羽越本線列車衝突事故）により、閉塞を直前転換した際に双方の駅から同時に列車が進入できてしまう構造上の欠陥から安全性が問題視されたことや、後に開発された特殊自動閉塞式へ容易に改良できることから、急速に姿を消した。JRの旅客線で連査閉塞式が最後まで使用されていた路線は山田線の盛岡駅 - 宮古駅間であったが、2018年3月25日から特殊自動閉塞式へ変更された。2017年3月31日現在、連査閉塞式が使用されているのは信越本線貨物支線の上沼垂信号場 - 焼島駅間のみである。

#### 連動閉塞式
連動閉塞式は連査閉塞式に似ているが、隣の駅まで連続した軌道回路を設置している。これにより、列車走行中に連結が外れた遺留車両があれば閉塞が解除されないため、閉塞が異常であると検知することができる。連動閉塞式に使用する閉塞機は連動閉塞器という。
連続した軌道回路があることから自動閉塞式への改良が容易で、また、1947年の室蘭本線列車衝突事故で連査閉塞式と同様の構造上欠陥・問題があったことから、早期に自動閉塞化された。2017年3月31日現在、日本では阪神武庫川線と奥羽本線貨物支線（土崎駅 - 秋田港駅間）でのみ使用されている。

#### 双信閉塞式
双信閉塞式は複線運転の初期に英国から導入されたサイクス式閉塞器を元にして明治31年に小出篤次郎、太田信一郎、千手常次郎等によって考案され、翌年、坪井孚が改良した複線用の閉塞システムである。両端の停車場で対となる双信閉塞器を設け、両停車場の運転取扱者が電鈴合図や電話連絡をとり、共同作業で閉塞を行った。双信という名の通り、閉塞器中央には左右に腕を持った腕木式信号機状の表示器があり、その腕の角度で出発・到着停車場を現示させていた。双信閉塞式はまず新橋駅 - 品川駅間で試用された後、全国に普及していき、植民地時代の朝鮮の鉄道でも使用された。しかしタブレットのような物証も、モデルとなったサイクス式閉塞器の持つ信号機との連動機構もなく、運転取扱者による閉塞器の表示確認のみで列車の運行を行うため保安度が低かった。また複線区間は列車の運行頻度が高いので、原理上、停車場間で1列車のみが運行できる双信閉塞式では運行回数の増加に対応できず、早くから自動閉塞式への変更が進められた。その結果1965年に最後まで残っていた伊田線の自動閉塞化によって消滅した。

### 自動閉塞方式
自動閉塞方式 (automatic block system) とは、人手を介さない閉塞方式である。

#### 自動閉塞式
停車場内および停車場間に連続した軌道回路を設け、列車の車輪で回路を短絡させることで自動的に閉塞と信号機の制御を行う方式。単線自動閉塞式と複線自動閉塞式があり、前者は、停車場間の単線区間を複数の閉塞区間として分けることで、複数の軌道回路と閉塞信号機を設けて、閉塞区間の入口には、列車の進入を許可を行う閉塞信号機を設置している。両側の停車場にある方向てこを取扱うことで、一方の閉塞信号機を青にし、片一方の閉塞信号機を赤にして、一方方向の列車にしか進入を許可しないことによるものと軌道回路による列車の検知により自動的に閉塞信号機を制御することで閉塞を確保している。そのため、停車場間の一方方向に複数の列車を走らせる事ができる。後者は、停車場間の複線区間に複数の閉塞区間を分けることで、複数の軌道回路を設けており、閉塞区間の入口には、列車の進入を許可を行う閉塞信号機を設置しており、軌道回路による列車の検知により閉塞信号機を自動的に制御して閉塞を確保している。ただし、2004年8月11日に鉄道に関する技術上の基準を定める省令の解釈基準が改正されて、軌道回路に拠らない方式で列車位置検知を行うものも自動閉塞式に含まれることになった。これに相当するのはCOMBATである。
駅で複数の人間によって異常を確認できる前述の方式と異なり、事実上運転士1人の注意力に頼らざるを得ず、実質的に無閉塞と同じであった。これを安全に取り扱う為には、自動列車保安装置（ATSなど）の導入が必須である。その為、ATS方式を採用している区間は「閉塞方式はATS」と表現されることもある。
自動閉塞式（特殊）
自動閉塞式（特殊）とは、単線の停車場間をひとつの閉そく区間とし、自動閉塞式を簡略化した閉塞システム。停車場間が短く、わざわざ単線自動閉塞式を採用する必要の無い線区向けに、停車場間を連続した一閉塞区間として設備投資を下げたもの。このため、同一方向の列車であっても、停車場間に複数の列車を走らせる事はできない。また、停車場に遠方信号機を必要とする。より簡易で低コストな特殊自動閉塞式よりも保安度は高い。採用例は、神奈川県の江ノ島電鉄や湘南モノレールなど。優等列車が運行されることもあるが追い抜きできる駅が限られるうえ前述のとおり1停車場間1閉塞（つまり同一停車場間での続行運転がほぼ不可能）となる特性上、本数は制限される。
バリス式列車検知形閉塞装置
COmputer and Microwave Balise Aided Train control systemの略でCOMBATと呼ばれている。前述の電子閉塞の代替およびコストの掛かる軌道回路を不要にすることを狙って開発されているもので、地上と車上の間でバリスという装置の無線通信を行って列車の位置確認を行っている。閉塞装置と呼んでいるが連動装置の機能を内包しているものである。

#### 特殊自動閉塞式
停車場間の線路には軌道回路を設けず、駅構内の線路にのみ軌道回路を設ける方式。停車場間で1閉塞区間のみで、必要に応じて停車場には遠方信号機が設置される。非自動閉塞と同様、駅間に信号用高圧線を設置する必要がないことから、一般的な自動閉塞式に比べてコストダウンを図ることができる。
軌道回路検知式
駅構内及び駅間にOT（開電路式）・CT（閉電路式）軌道回路を設け、その軌道回路の落下または扛上により自動的に信号機の制御を行う方法である。連査閉塞式を自動化したもの。駅構内の両端にある場内信号機前後に開電路式軌道回路と閉電路式軌道回路の2つの短小な軌道回路を設置して、この2つの軌道回路を列車の車輪が踏むことによって列車の駅からの出発または駅への到着を検知して駅間の閉塞の確保や列車の検知を行う。駅構内にも軌道回路を設置して列車を検知している。その他にも、列車が駅に接近していることを知らせる接近リレーや踏切を制御する踏切制御子によっても列車を検知している。それらの列車の位置情報を元に、CTC（列車集中制御装置）又はARC（自動進路制御装置）での遠隔操作により、駅の出発・場内信号機と分岐器を連動装置を介して作動させ、自動で進路の設定を行う。そのため、駅に設置された駅連動制御盤にはCTC・自動・手動の3つの取扱いに切替える為の解放キーてこが設けられている。手動からCTC又は自動に切替える場合には、制御盤の全てのてこを定位にする必要がある。また、出発側の駅で出発信号機の停止信号現示で出発した場合や、出発信号機の故障により代用閉塞方式で列車を運転した場合には、誤出発検知機能が働いて、駅間の閉塞は鎖錠（ロック）されて到着側の駅の出発信号機は停止信号現示のままになり操作ができなくなる。その後、到着側の駅に到着しても駅間の閉塞は鎖錠のままでの状態であり、出発側の駅連動制御盤の誤出発解錠ボタンを押さないと解除されない。
電子符号照査式
俗に「電子閉塞」とも言われる。軌道回路検知式と同じく駅構内にも軌道回路を設置しているが、停車場間では両駅にある駅閉塞装置が伝送ケーブルで繋がっている。また、当該区間を運転する列車には車載器が搭載されており、閉塞を確保するためには、駅閉塞装置同士が、列車に搭載された車載器から発信される固有番号を照査・記憶することにより自動的に信号機を制御して閉塞を確保する方法である。そのため、運転士による車載器の操作が必要となる。まず、出発駅で車両側の車載器の出発ボタンが押されると、各駅停車の列車か快速運転の列車かの運行形態と列車の固有番号の符号が発信される。そして、それが地上の出発駅の駅閉塞装置に送信されて登録される。その後、伝送ケーブルを介して到着駅の駅閉塞装置との間で、自動により閉塞の要求を行われる。それが成立すると、到着駅の駅閉塞装置に列車の運行形態と固有番号の符号を送信し登録される。その後、出発駅の分岐器を所定進路に転換させて出発信号機が進行信号を現示することで、列車は出発する。また、到着駅では、列車の出発後の時間を計測して、設定時間経過後に場内信号機と分岐器を作動させて進路を設定する。また軌道回路検知式と同じくCTC（列車集中制御装置）が必要となる。駅には、軌道回路検知式と同じく駅連動制御盤が設置されているが、列車に与えられた固有番号の符号により閉塞が確保される為、制御盤には、停車場間の閉塞区間の列車の進行方向を決める方向てこが設けられておらず、解放キーてこにより、自動又は手動に切替えることができる。構内入換では、定常的な入換えを行う駅には入換制御盤を、定常的な入換えを行わない駅には線路閉鎖表示盤が設置されており、これらを操作して入換を行う。また、軌道回路検知式と同じく誤出発検知機能がある。
車載器と駅閉塞装置の間の通信には、RPCアンテナを使用する電波方式と受光器を使用する赤外線方式がある。前者は到着駅に列車が駅構内に設けられた軌道回路に進入して到着すると、車載器が自動で無線交信して、列車の固有番号の符号が到着駅の駅閉塞装置に登録され、その後、伝送ケーブルを介して出発駅の駅閉塞装置にその情報が送られ、登録された列車の固有番号の符号と一致すると、閉塞が自動に解除される。後者は駅到着時にも乗務員により車載器から通信させなければ到着登録とならず、閉塞が解除されない。通過列車が設定出来ないことから、後者が採用されているのはごく一部の地方閑散線区のみである。
電子閉塞装置は、ヨーロッパの支線区で採用されている電子トークンを参考に、1984年から開発が始まった。1985年秋から全国の閑散線区19線区への取り付け工事を進められ、1986年7月に日高本線で最初に試験適用が始まった。その結果を受けて、1986年11月1日国鉄ダイヤ改正から各線区での使用が開始された。
非自動区間が多く残る地方ローカル線区を手早くCTC化することができることから、一時多くの線区がこの方式によってCTC化された。しかし、他のCTCと互換性がないことや、車載機や地上側アンテナの故障時の取扱いが面倒なこと、さらにはダイヤ設定にも制約がかかり、例として大半が電子符号照査式区間である宗谷本線では、電子閉塞の入り口である永山駅において下り列車の停車が必須になっている等、デメリットも大きい。上記の19線区以外に新設されることはない。また、使用部品が生産中止となっているために既存路線では更新の問題を抱えている。このためこれに替わる新しいシステムとして、前述のバリス式列車検知形閉塞装置 (COMBAT) が開発されており、加古川線などで試験的に導入された。

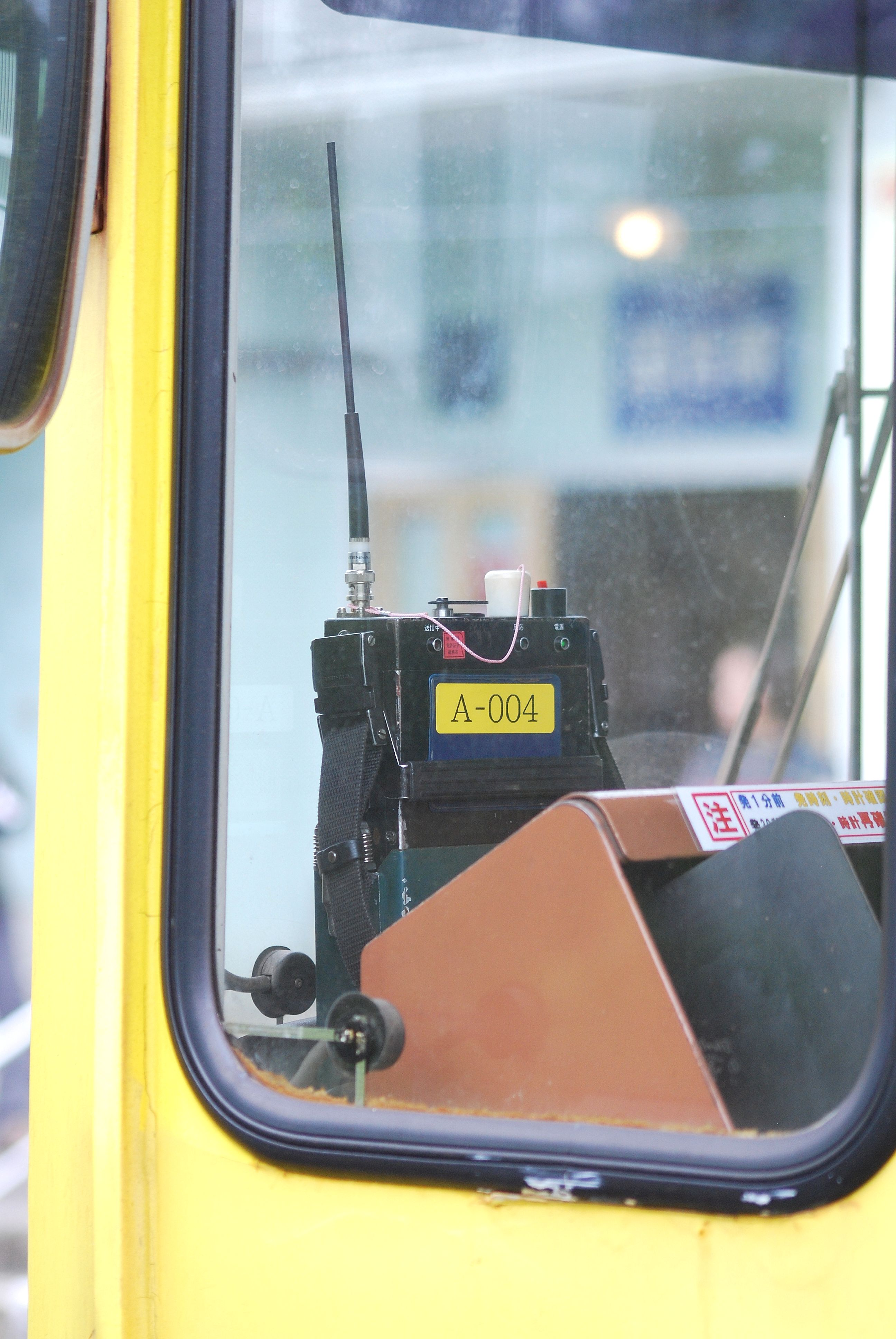
特殊自動閉塞式（電子符号照査式）で使用される車載器（携帯無線機）
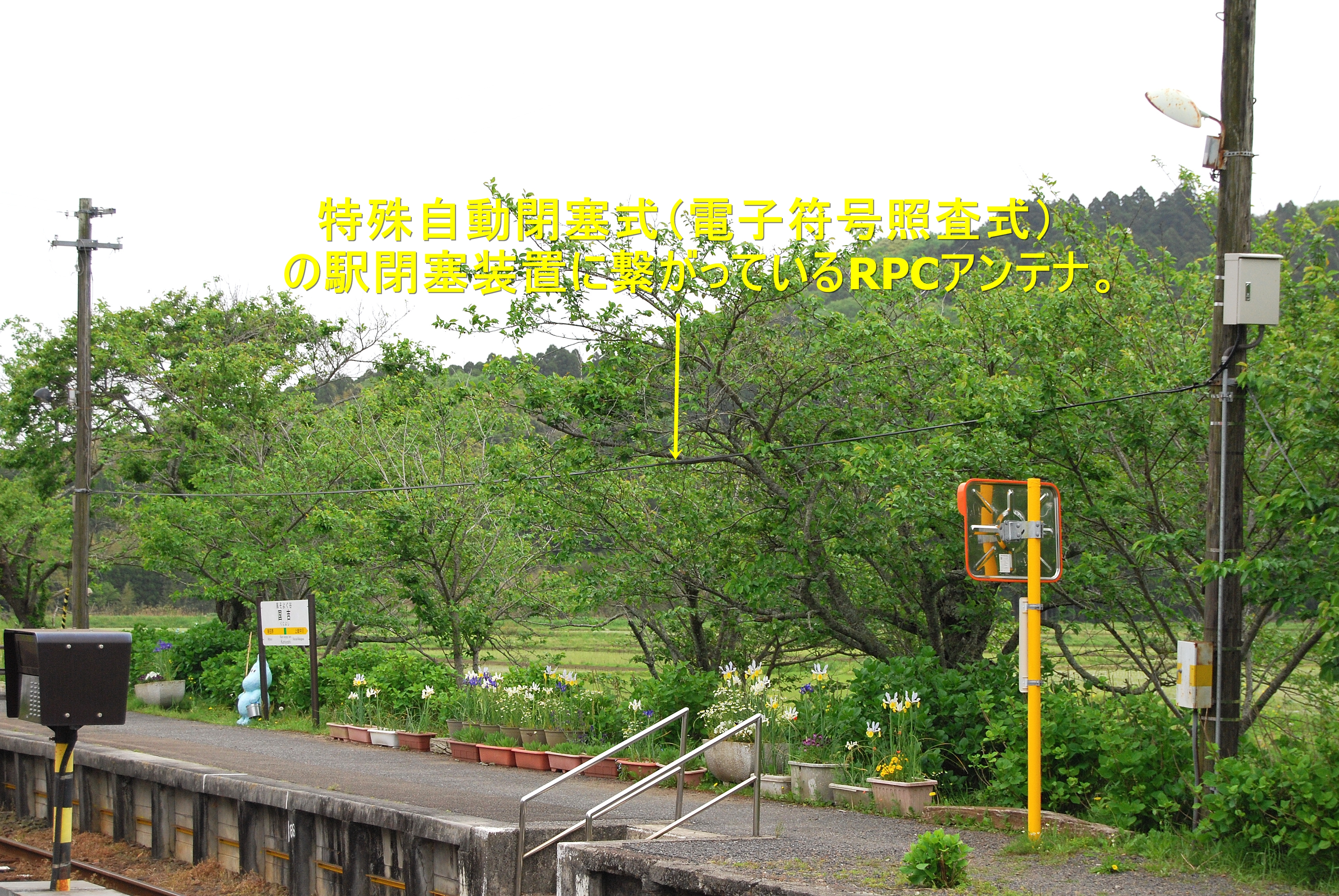
停車場構内にある特殊自動閉塞式（電子符号照査式）の駅閉塞装置に繋がっているRPCアンテナ。

トロリーコンタクター式
路面電車は併用軌道の区間では軌道回路を使用しない場合が多い。そのため架線に設置されたトロリーコンタクターのスイッチを車両のパンタグラフが叩くことで信号機の現示を変え、進路を開通することができる。路面電車は複線区間では閉塞は使用されていないが、単線区間では特殊自動閉塞などが採用されており、とさでん交通のように単線区間でも同一方向に続行運転を行う事業者もある。

#### 車内信号閉塞式
車両中に信号を表示する方法。通常自動列車制御装置 (ATC) との組み合わせで使用される。主に、遠くの見通しが利かないために通常のように信号を設置できない地下鉄、高頻度運転を行う路線、高速運転のため地上信号機の使用が困難な新幹線、自動列車運転装置 (ATO) を使用する路線で利用されている。新幹線やJR東日本の一部で使用されるデジタルATCでは閉塞という概念そのものが大きく変化しているため、車内信号を使用するものの車内信号閉塞式とは呼称せず、ATC方式という（後述）。

## 併合閉塞
非自動閉塞方式を採用する区間において、列車便数の少ない時間帯などにいくつかの閉塞区間を一区間に集約して閉塞扱いを簡単にすることを併合閉塞という。
常用閉塞が票券閉塞式の場合、併合閉塞も票券閉塞式である。この場合、常用閉塞のときと併合閉塞の時とで誤認のないように、常用閉塞の同方向あるいは反対方向と通票の種別が一緒であってはならない。
常用閉塞がタブレット閉塞式の場合、併合閉塞は通常票券閉塞式に変更され、タブレット閉塞器に白地に赤字で「使用停止」と記された標識を掲げる。旧国鉄の運転取扱基準規定では、種別誤認による誤扱いがないように隣接区間においてはタブレット、及び通票の種類を変えておくように規定しているが、タブレット閉塞のタブレットと票券閉塞の通票は容易に識別できるためか、常用閉塞の同方向あるいは反対方向とタブレット・通票の種別が同一であった例が散見される。また国鉄時代の北海道では、併合閉塞時の通票、及び通券を収納するキャリアに輪っか部分の一部を切って短くしたものを使用していた。このキャリアを使用する場合、通票の通過授受は出来ない（受け器・授け器の建植規格に合わないため）。なお、同和鉱業（現小坂精錬）小坂鉄道のように、一部の私鉄では併合閉塞時にもタブレット閉塞式を施行した例がある。この場合は、常用閉塞用と併合閉塞用で別個のタブレット閉塞機が必要となる（小坂鉄道の場合、併合時には大同D型閉塞器を使用していた）。
連査閉塞式で併合閉塞を行う場合は、取り扱いを休止する停車場の閉塞器を停止させ、併合後に両端となる停車場間で一閉塞区間となるように回線を組み替えればよい（票券閉塞式に変更される場合もある）。しかし、連動閉塞式を施行している区間で併合閉塞を行う場合は票券閉塞式に変更される。これは、連動閉塞式では停車場内に軌道回路が設けられていないため、併合後の停車場間を連続した一つの閉塞区間とすることが出来ないからである。
スタフ閉塞が連続する場合、併合閉塞では単純に運転士が通票を複数所持して列車を運行すればよいが、保安度は高くない。

## 代用閉塞方式
装置や線路の故障、計画工事などにより、通常の閉塞方式を使用できない場合に、通常の閉塞方式の代わりとして使用する閉塞方式。「代用」の言葉の通り、常用の閉塞方式とするものではなく、非常時の一時的な閉塞方式であることに注意されたい。

### 指導式

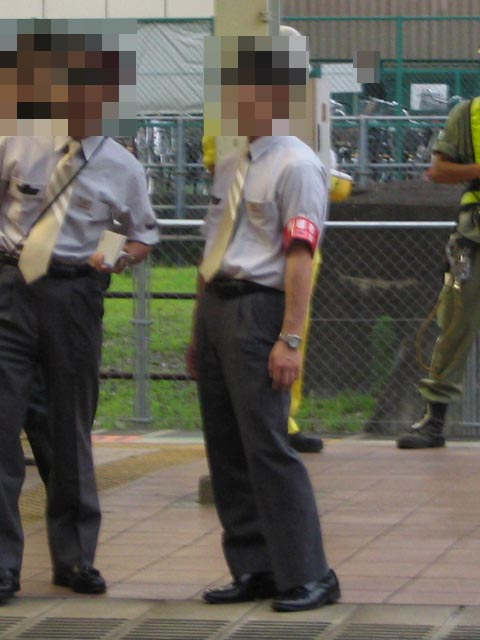
指導者（赤い腕章を付けた人物）

単線区間または、複線区間で単線運転を行わざるを得ない場合において、1閉塞区間を何かの理由により分割し列車を運転せねばならない時に、施行される閉そく方式である。発駅の駅長は、ただ1人の指導者（赤い指導者腕章を着装した職員）を任命し、当該区間に進入する列車はかならず運転室へ当該指導者が添乗することで安全を確保する方式。スタフ閉塞式の人間版とも言える。閉塞取扱者は発駅の駅長である。また、常用閉塞方式からの移行時には、閉塞区間における列車または車両がないことを、閉塞区間の両端の駅長が相互に連絡を取り合い、軌道回路を使っている制御盤などで、確認する必要がある（列車保安方式の項も参照）。列車は、発駅に帰って来ることが前提であるので、指導券等を使った他の列車が、この区間に入ることは出来ない。

### 指導通信式
単線運転の区間に於いて、出発信号機(絶対信号機)またはそれに値する装置が、故障し進路の安全確保が出来ない場合に施行される閉そく方式である。指導者を設ける点は指導式と同じだが、その閉塞区間の両端にあたる停車場に指導券（票券閉塞式の通券にあたる）を設置し、同一方向に続行列車を走らせることが出来る。指導者は票券閉塞式の通票に見立てることができ、同一方向に運転される最後の列車に指導者が乗車する。また、指導者を用意できない場合（人手不足など）は、指導者腕章に指導票を同梱してこれに代えることができる。なお、最近の技術基準省令の解釈基準では、あらかじめ指導者腕章の廃止を取り決めておけば、指導票だけの運用も認めている。指導通信式は出発信号機の故障の場合だけ施行され、場内信号機や閉そく信号機の故障では施行されない。

### 指導指令式
単線区間または、複線区間で単線運転を行わざるを得ない場合、CTCなどを使用している区間で、閉塞区間における列車または車両の有無を確認できる装置と列車無線装置等の通信設備が利用できる場合に、運転整理担当者（列車指令）が閉塞取扱者となって行う、指導通信式と同様の方式。

### 指導検知式
新幹線において、事故などにより単線運転を行う区間のうち、停車場間における列車または車両の有無を自動的に検知する装置と1閉塞区間に1人の指導者を任命して両端の駅長が閉塞取扱者となって行う方式（列車保安方式の項も参照）。

### 通信式
複線運転をする区間において、予め定めた区間を1閉塞とし、その区間に列車または車両がないことを通信によって確認しながら、1閉塞区間に1列車ずつ列車を運転する方式。閉塞取扱者は、閉塞区間両端の駅長である。指導時・指導通信式と同様、常用閉塞方式からの移行時には、閉塞区間に列車または車両がないことを確認しなければならない。

### 指令式
複線区間のうち、CTCを使用している区間などで、閉塞区間における列車または車両の有無を確認できる装置と列車無線装置等の通信設備が利用できる場合に、運転整理担当者（列車指令）が閉塞取扱者となって行う、通信式と同様の方式。

### 検知式
新幹線の複線区間において、停車場間における列車または車両の有無を自動的に検知する装置を用いて両端の駅長が閉塞取扱者となって行う方式（列車保安方式の項も参照）。

## 閉塞によらない方法
鉄道に関する技術上の基準を定める省令第101条に定める「列車間の安全確保」のうち、上記で掲げた「閉塞による方法」以外の方法は下記のようなものがある。厳密に言えば閉塞方式ではないが、閉塞方式と関連があることからここに記述する。

### 列車間の間隔を確保する装置による方法
新幹線やデジタルATCなど、ATCで制御されるのを条件とし、閉塞区間に依存せずATCの間隔制御のみにより運転する方法。これらのATCは、地上から送信された速度情報ではなく、先行列車との距離情報と当該車両の減速度をもとに列車の間隔を制御しているため、ある特定の1区間を1つの列車に占有させるという閉塞という考え方とは異なる。ただし列車検知は従来通り軌道回路としている。閉塞方式の対義語としてATC方式ともいう。JR東日本では2011年より列車検知を軌道回路に依存しないATACSと呼ばれるシステムを実用化している。「車内信号閉塞式」と異なるのは閉塞区間をもたないため駅間に閉塞区間の境界を示す「閉塞標識」がないことである。但し、停車場内外の境界を示す必要性があることからそれに相当する標識は建植してある。
その他、JR北海道がGPS（衛星による位置情報装置）を使った方式を検討中である。

### 動力車を操縦する係員の注意力による方法
正しくは「動力車を操縦する係員が前方の見通しその他列車の安全な運転に必要な条件を考慮して運転する方法」といい、運転士の注意力のみに依存して運転する方法。最高速度を規制している例が多い。

#### 無閉塞運転
前方の閉塞信号機の停止信号で停止し1分経過した後、その停止信号の内方を最高速度を規制して運転することを、無閉塞運転という。詳しくは当該項目を参照のこと。しかし、実際には規定が遵守されず、列車衝突事故を引き起こしたことが幾度かあるため（詳しくは無閉塞運転による事故を参照）、最近では無閉塞運転実施にあたり、指令に前方列車の有無の確認を義務づける場合が多い。また、無閉塞運転から、閉塞指示運転に移行した鉄道会社もある。

#### 閉塞準用法
通信の途絶その他特別の事由により、通常の閉塞方式、代用閉塞方式のいずれも使用できない場合にやむを得ず使用される方式。「1閉塞区間1列車」の原則から外れるため、「閉塞方式」ではなく「閉塞準用法」と呼ばれる。保安度が低いうえ、通信設備の信頼性が向上した現在、閉塞準用法は鉄道に関する技術上の基準を定める省令の解釈基準には規定として盛り込まれておらず、京浜急行を除き使用されることはなくなった。京浜急行では、常用閉そくが施行できない場合、代用閉そくを行わず、閉そく準用法が施行される。
なお、下記のいずれもが、国鉄においては、1961年の山陽本線列車追突事故を機に順次廃止され、JRも継承していない。
隔時法
複線区間において使用される。列車を停車場から発車させた後、通常その列車が次の停車場までに要する運転時分の2倍（最低5分）を経過した後、続いて列車を発車させる。運転速度は時速35キロメートル以下に制限される。
特殊隔時法
隔時法と同様の方式だが、運転間隔を2分としたもの。運転速度は時速25キロメートル以下に制限される。
票券隔時法
票券閉塞式を使用する区間で使用される。通票のある停車場から、本来であれば通券により運転する列車を発車させた後、通常その列車が反対側の停車場までに要する運転時分の2倍（最低5分）を経過した後、続いて列車を発車させる。もちろん、同一方向へ運転する最後の列車は通票を携帯する。運転速度は時速35キロメートル以下に制限される。
指導隔時法
スタフ閉塞式または票券閉塞式を使用する区間以外の単線区間、または1線が不通となった複線区間で使用される。票券隔時法の通票の代わりに、1区間に一人の指導者を選定して実施する。運転速度は時速35キロメートル以下に制限される。
特殊指導隔時法
指導隔時法と同様の方式だが、運転間隔を2分としたもの。運転速度は時速25キロメートル以下に制限される。

### 伝令法
鉄道に関する技術上の基準を定める省令第101条第2項でいう「救援列車を運転する場合又は工事列車がある区間に更に他の工事列車を運転する場合であって、その列車の運転の安全を確保することができる措置」のことであって、現在では、上記「閉塞による方法」「列車間の間隔を確保する装置による方法」「動力車を操縦する係員の注意力による方法」のいずれも施行できないときに実施する例外規定であり、救援列車を運転するときでも複線区間で上記の方法が施行できるときは伝令法を実施しないことがある。
旧省令では、伝令法は閉塞準用法の一部として扱われていたが、列車の救援という性格を明確にするため現在では独立した運転方法としている。
伝令法により列車を運転する区間に伝令者（伝令者腕章を着装した職員）を1名定め、伝令者がいずれかの停車場に帰着するまで、閉塞区間に新たな列車を運転することはできない。また、伝令法を施行する際にすでに閉塞区間に存在する列車または車両は、位置が確認され、かつ、停止が確認されていなければならない。

## その他
- 軍隊においても、陸上の道路網を使用したトラックによる輸送で、鉄道とまったく同じ方式の閉塞が行われる。これは道路が渋滞するのを防ぎ、交通事故を予防するための手段で（戦時は夜間もヘッドライトをつけない為、事故が生じ易い）、古くは第一次世界大戦でフランス軍が行った。フランス軍は鉄道から応用した閉塞を有効活用することで膨大な物資輸送を実施した。輜重一個中隊からなるトラックの車列を一編成の列車とみなし、道路を線路と見なして、補給基地を駅として行われる。この場合、道路は軍用輸送専用に閉鎖され一般車両を進入させない。一例として、湾岸戦争では後方輸送に際してサウジアラビアやクウェートの道路を占有して行われた。